# Storia di Legnano nel XIX secolo

Lo stemma del comune di Legnano

La storia di Legnano nel XIX secolo è stata caratterizzata dagli eventi che hanno portato alla trasformazione dell'antico borgo agricolo legnanese in moderna città industriale. La nascita dell'industria a Legnano, comune italiano della città metropolitana di Milano, in Lombardia, ha trovato un decisivo aiuto, per il suo sviluppo, nell'antica tradizione artigianale domestica della zona, nella presenza di antiche e rilevanti vie di comunicazione, nella successiva costruzione di nuove strade e ferrovie, nella presenza di personalità che possedevano cospicui capitali da investire e nella presenza dell'acqua dell'Olona, fondamentale per alcuni processi industriali, nonché di mulini lungo il fiume, la cui forza motrice passò dall'essere utilizzata per fini agricoli a venire impiegata nella movimentazione dei macchinari industriali.
La prima fase di industrializzazione di Legnano, che è avvenuta nella parte iniziale del XIX secolo e che è stata caratterizzata da un sistema produttivo pre-capitalistico, è stata poi seguita da una modernizzazione dei processi di produzione. Negli anni cinquanta e sessanta del XIX secolo si ebbe infatti la transizione tra un sistema produttivo protoindustriale a uno industriale. Ciò ha dato inizio a Legnano, dalla seconda metà del secolo, alla seconda fase della rivoluzione industriale, che ha portato alla nascita di vere e proprie fabbriche tessili e meccaniche nel senso moderno del termine.
Le prime attività capitalistiche che gradualmente si sono costituite sono state le filature, che hanno tratto origine dalle attività protoindustriali nate nei primi decenni del XIX secolo; alcune di esse sono cresciute notevolmente fino a essere annoverate tra i principali cotonifici lombardi. Al termine del processo di trasformazione dell'antico borgo agricolo in moderna città industriale, Legnano ha assunto il soprannome di "piccola Manchester" d'Italia, titolo conteso in zona con la confinante e altrettanto industrializzata Busto Arsizio. Il ritmo e la portata di questa trasformazione hanno avuto pochi altri esempi paragonabili nel continente europeo.

## Le premesse all'industrializzazione

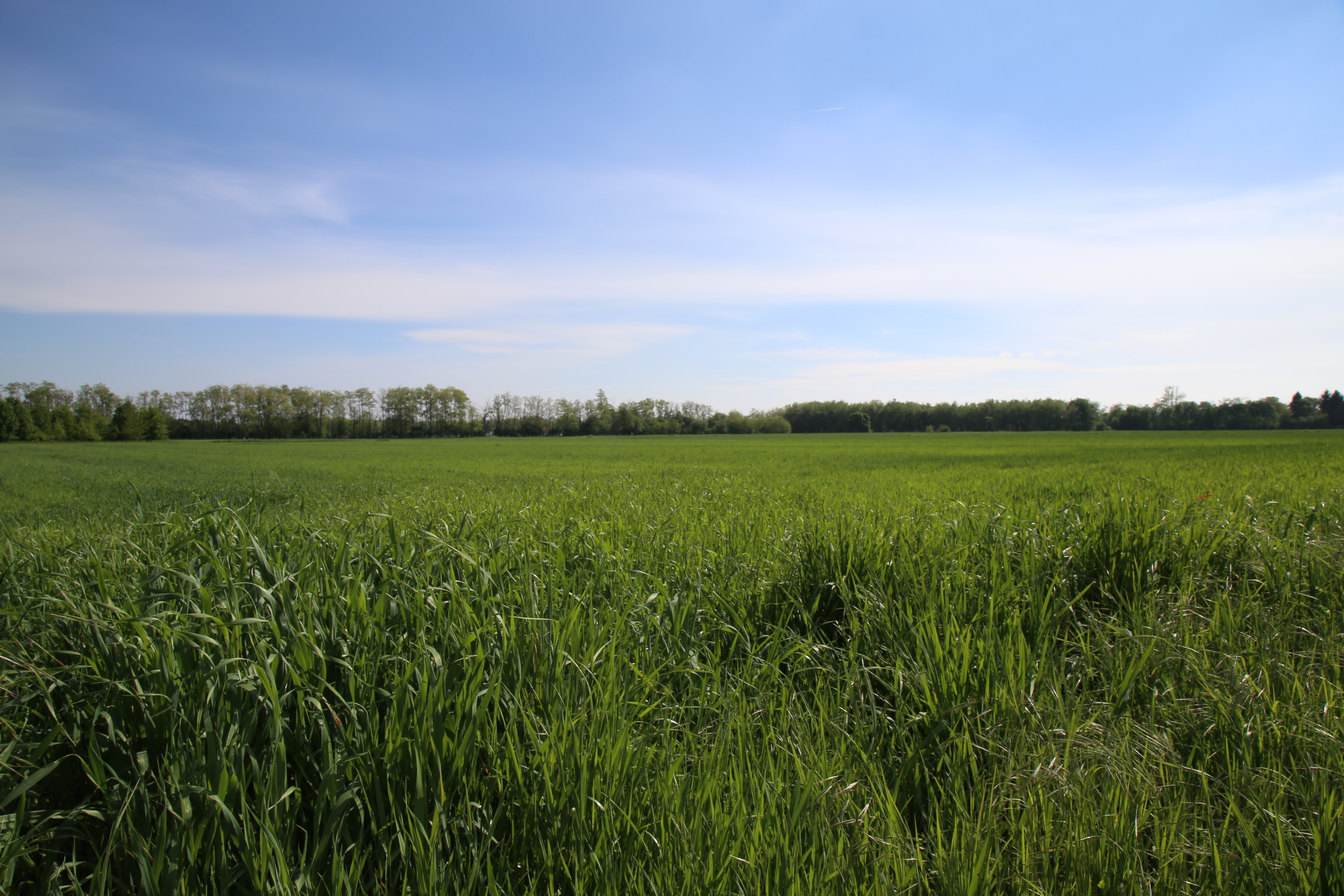
Area agricola nei pressi del quartiere legnanese di Mazzafame

L'economia della Legnano preottocentesca era prettamente agricola con colture intensive che fornivano vari prodotti, tra cui granoturco, frumento, riso, segale, avena, miglio, orzo, legumi, vino, fieno, lino e canapa, mentre i boschi, che erano formati principalmente da querce e pini, rifornivano i legnanesi di legna da ardere. Il granoturco era la coltivazione più diffusa (superava la seconda coltura, quella del frumento, quattro a uno), tant'è che il centro storico della città era conosciuto, in dialetto legnanese, come "ul burgu di maragasc", ovvero "il borgo del granoturco.
Oltre alla coltura di cereali, l'economia legnanese si basava anche sull'allevamento del bestiame. Nelle stalle legnanesi erano principalmente presenti mucche, da cui si ricavava il latte per il formaggio e per il burro, oltre che per il consumo domestico diretto, e alcuni tipi di animali da tiro, quali i buoi per i lavori nelle campagne, nonché i cavalli per trainare i carri e le carrozze: erano anche presenti, in piccola parte, anche alcuni asini. Essendo il granoturco la coltivazione più diffusa, l'alimentazione dei legnanesi era perlopiù basata sulla polenta e sul pane giallo, mentre il condimento più diffuso era l'olio di ravizzone. La raccolta di fieno era concentrata i due mesi all'anno, a maggio (la cosiddetta "maggese") e ad agosto (l'"agostana"): questa doppia mietitura era la prova che l'irrigazione, che era fornita da un fiume docile come l'Olona, avesse raggiunto un buon livello di efficienza e che i terreni del legnanese fossero fertili.

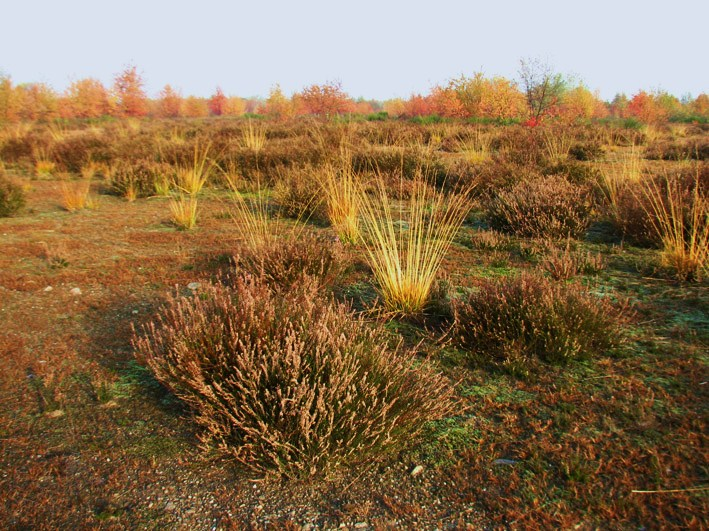
La brughiera nei pressi della Cascina Malpensa durante la fioritura autunnale del brugo. Da questa corte lombarda ha preso il nome l'Aeroporto di Milano-Malpensa

L'agricoltura di Legnano era relativamente povera, perlomeno rispetto a quella della bassa pianura padana, essendo di sussistenza, ovvero sufficiente al consumo diretto delle famiglie contadine con una piccola parte di surplus da poter essere scambiata o venduta. Questo aspetto dell'economia agricola legnanese è spiegabile considerando le caratteristiche del terreno della zona, che è molto permeabile all'acqua, dato che è costituito in gran parte da ghiaia alluvionale: in questo modo le radici dei vegetali assorbono con difficoltà l'acqua, e quindi il suolo legnanese, in origine, prima dell'opera dei contadini che lo hanno reso coltivabile, era ricoperto in gran parte da brughiera. L'acqua, dopo essere velocemente penetrata nel terreno, quando incontra infatti ancora oggi uno strato di argilla per poi incanalarsi in falde freatiche che più a valle, verso il fiume Po, possono dare origine a fontanili.
Le colture erano irrigate dalle acque dell'Olona grazie alle acque prelevate e distribuite dalle ramificazioni e dalle molteplici rogge originate dal fiume. Nel 1772 erano dodici i mulini sull'Olona che impiegavano la forza motrice del fiume per far muovere le macine. Gli impianti molinatori lungo l'Olona sono menzionati nel distico realizzato da Gian Alberto Bossi nel 1518 (lat. Rivorum Copia, ovvero "l'abbondanza di acque") scolpendo un architrave di pietra, che si trova ancora oggi sopra la porta dei resti del campanile dell'antica chiesa di San Salvatore, che sono stati in seguito inglobati nella basilica di San Magno:
(Distico di Gian Alberto Bossi scolpito su un architrave della basilica di San Magno)

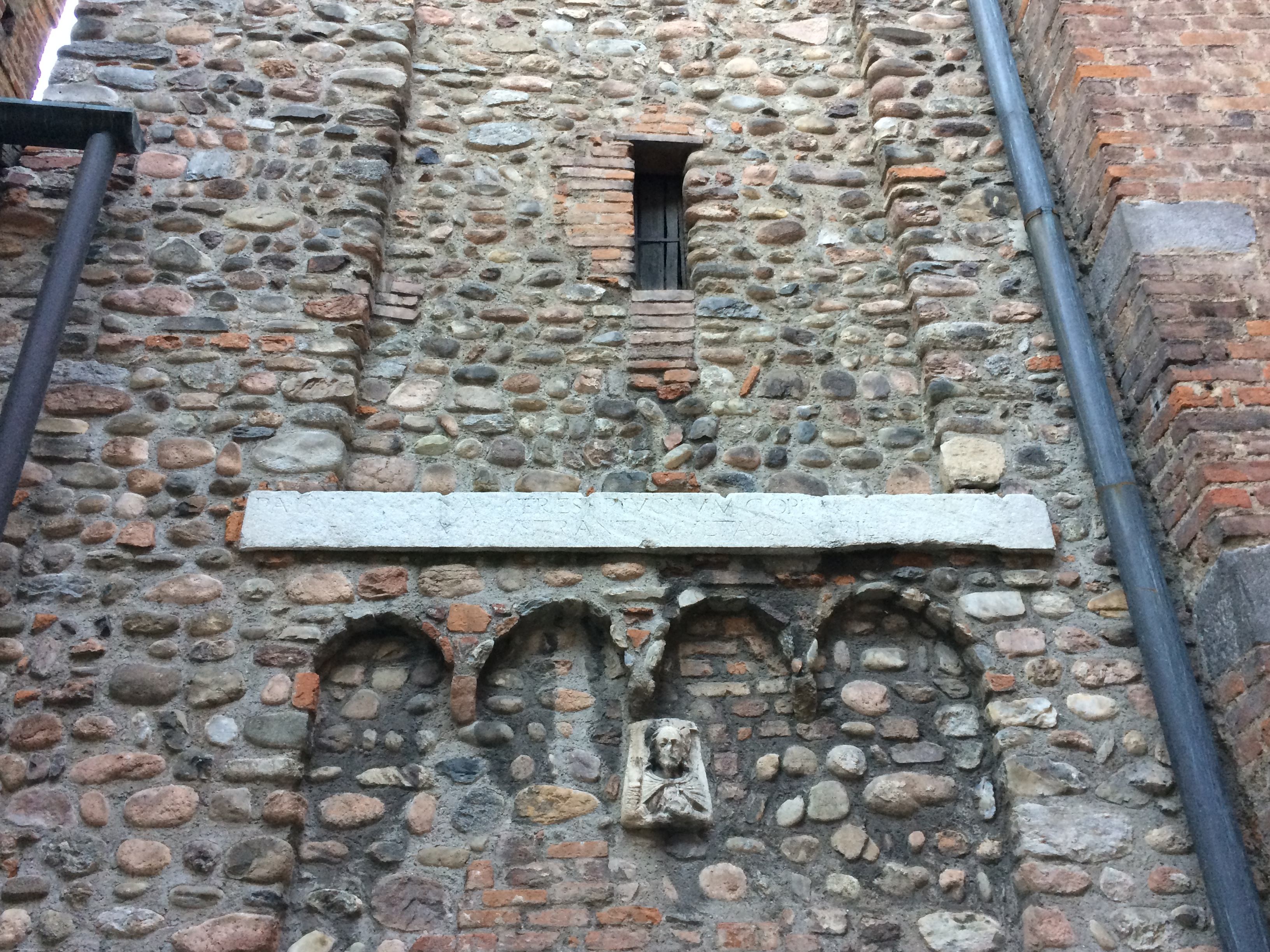
Il distico di Gian Alberto Bossi dedicato a Legnano

I legnanesi, che abitavano in cortili o case di ringhiera, facevano parte di gruppi che discendevano da diverse famiglie patriarcali. Essi erano sottoposti a mezzadria, chiamata anche "colonia lombarda", sotto la supervisione del patriarca; in particolare, lavoravano i terreni coltivati che si sviluppavano dal centro del borgo alle case coloniche di periferia. La figura sociale del patriarca, in dialetto legnanese, era conosciuta come ragiò, mentre in dialetto milanese, a testimoniare la presenza di questa organizzazione sociale anche altrove, era chiamata con il termine regiù. Il termine ragiò è stato poi usato anche in tempi moderni per definire la carica che affianca quella di presidente della Famiglia Legnanese, storica associazione culturale senza fini di lucro con sede a Legnano

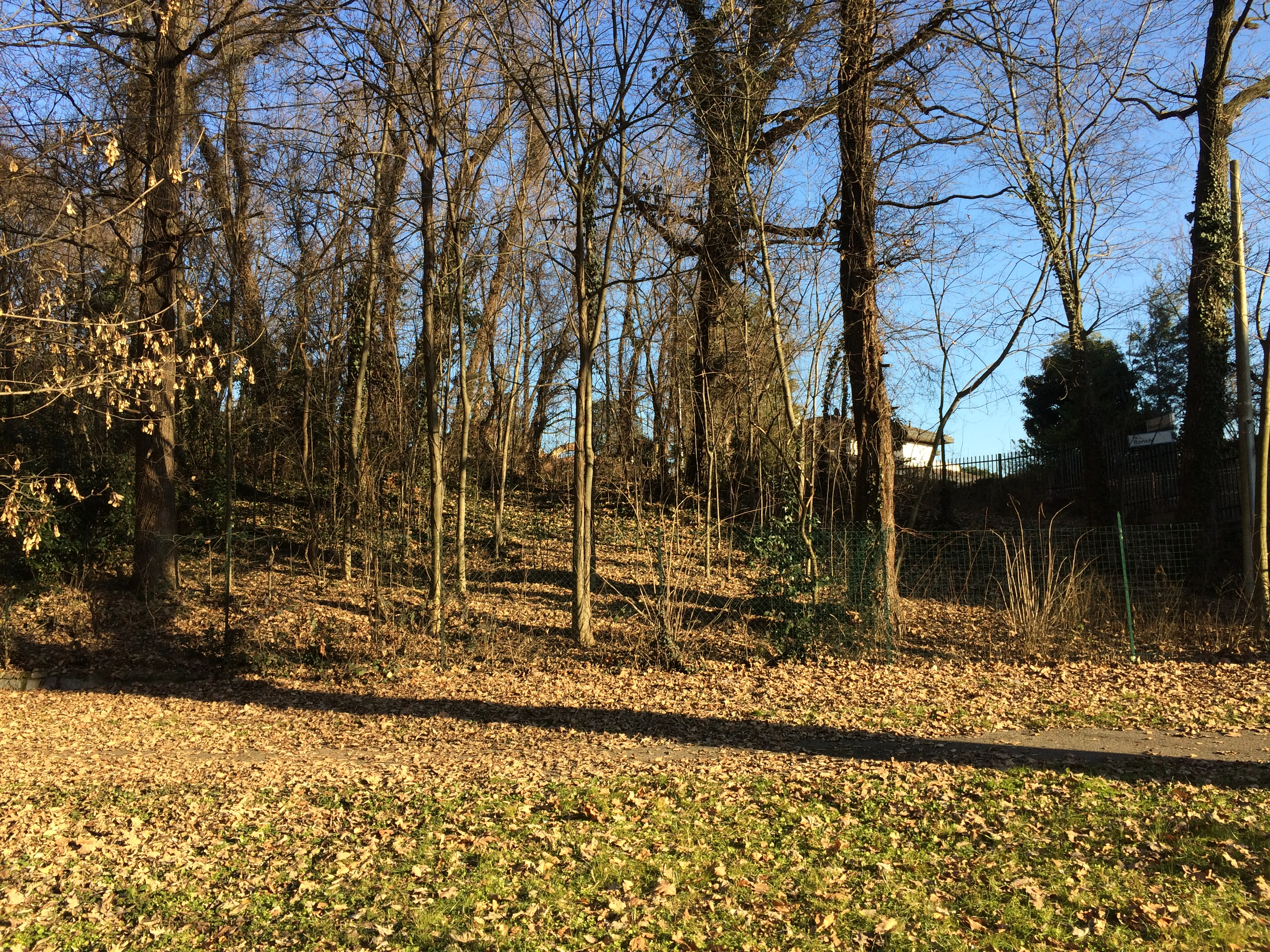
Uno scorcio dei Ronchi di Legnanello, nei pressi del Parco Bosco dei Ronchi

I rilievi collinari soprastanti l'Olona erano coltivati a frutteti e vigneti. I territori lungo le rogge originate dal fiume, le zone ai lati dei viottoli e i terreni al centro delle case coloniche erano invece destinati alla coltivazione di gelsi (i murùni, in dialetto legnanese), che erano alla base della produzione della seta e che vennero introdotti nell'Alto Milanese nel Medioevo. L'attività economica più redditizia era però quella di produzione del vino. Il più famoso vino prodotto a Legnano era il rinomato vino dei Colli di Sant'Erasmo, il cui vitigno era coltivato su tutti gli omonimi colli, che erano di proprietà dell'ospizio Sant'Erasmo, e sulle zone collinari del quartiere legnanese Costa San Giorgio.
Il vino prende infatti il nome dai "Colli di sant'Erasmo", anche chiamati "Ronchi di Sant'Erasmo", ovvero dalle alture moreniche presenti a Legnano e corrispondenti a un grande pianalto morenico che si estende su un ampio territorio formatosi grazie ai depositi accumulati nel corso dei secoli dal fiume Olona; tale deposito geologico naturale è chiamato dai legnanesi con l'appellativo di "Ronco" (da cui il nome di un'area verde urbana che si trova compresa tra i confini della Contrada Legnarello: il "Parco Bosco dei Ronchi"). In particolare, all'altezza del Ronco, l'Olona formava anticamente un'ansa verso sinistra che ha portato a un accumulo eccezionale di detriti e alla conseguente nascita del pianalto.
Dai documenti in nostro possesso sappiamo anche i tipi di vitigni coltivati a Legnano: lo Schiava, che è a bacca rossa e che in questa zona è conosciuto come "Botascera" (da cui si ricavava il vino Colli di Sant'Erasmo), il Vernazzola, che è a bacca bianca, e il Moscatella, che è anch'esso a bacca bianca, ma dal gusto piuttosto dolce. L'attività vinicola dell'Alto Milanese era così redditizia che il parroco di Bernate Ticino, l'abate Rinaldo Anelli, a tal proposito, scrisse:
(Don Rinaldo Anelli, parroco di Bernate Ticino)

Mulino Schiatti in zona Gabinella a Legnano nel 1930

Altra attività redditizia era quella molinatoria. I mulini presenti lungo l'Olona erano di proprietà di nobili oppure di enti religiosi. Per quanto riguarda i casati nobiliari, la famiglia che ne possedeva il numero maggiore era quella dei Vismara, con ben tre mulini. Dato che la loro costruzione era molto complicata e costosa, i mulini erano ad appannaggio delle classi più abbienti, che ne facevano un simbolo di ricchezza e di prestigio sociale. Anche la loro gestione era onerosa, sia in termini di manutenzione che di manodopera specializzata. Erano anche complessi i rapporti con gli altri utilizzatori delle acque dell'Olona, con cui spesso nascevano diatribe. Era quindi costoso acquistare un mulino e ancora di più costruirlo.
Grazie ai mulini, in seguito trasformati in moderne ruote idrauliche che sfruttavano la forza motrice originata dall'acqua per far muovere i macchinari delle fabbriche industriali, la Valle Olona, di cui il Legnanese fa parte, è stata una delle culle dell'industrializzazione italiana. Nei secoli successivi i mulini furono gradualmente abbandonati e gli ultimi sette presenti a Legnano vennero demoliti tra il XIX e il XX secolo dalle grandi industrie cotoniere legnanesi per venire sostituiti da impianti più moderni che utilizzavano la corrente del fiume con maggior efficienza.

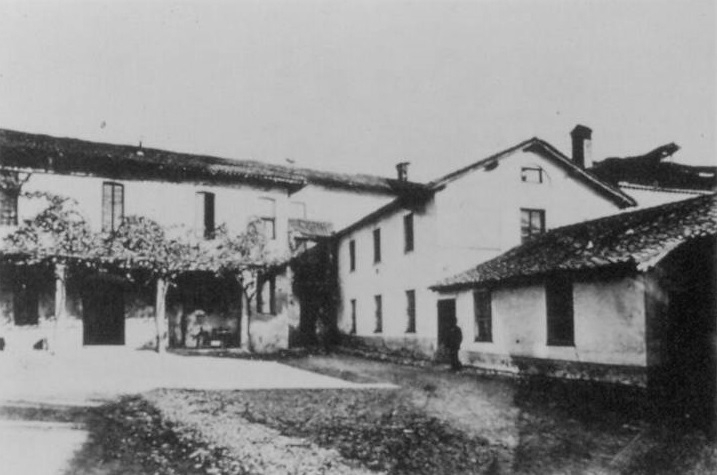
Il mulino Pomponio (o Prata) di Legnano in un'immagine del 1881. Venne acquistato dal Cotonificio Cantoni nel 1829. Si trovava lungo l'Olonella all'altezza della moderna piazza IV novembre

L'economia dell'antico borgo legnanese si basava anche sull'artigianato. I bassi redditi che erano offerti dall'economia agricola incoraggiavano a integrare l'attività dei campi con altre mansioni alle quali si avvicendavano, durante la giornata, le donne. Alla sera gli agricoltori legnanesi diventavano infatti filatori e tessitori di seta, di cotone, di lana, oppure tintori. Le stoffe erano tinte in calderoni di rame con il colorante stemperato in acqua bollente. Dopo che i tessuti avevano assimilato il colorante, venivano sciacquati nelle acque dell'Olona, in corrispondenza del quale erano montate adeguate strutture in legno. In origine i coloranti erano di origine vegetale mentre più tardi, verso la fine del XIX secolo, furono introdotti i pigmenti artificiali.
Queste attività furono la premessa per la nascita dell'industria, che trovò poi un decisivo aiuto, per il suo sviluppo, nella secolare tradizione artigianale domestica della zona, nella presenza di antiche e rilevanti vie di comunicazione, nella successiva costruzione di nuove strade e ferrovie, nella presenza di personalità che possedevano cospicui capitali da investire e nella presenza dell'acqua dell'Olona, fondamentale per alcuni processi industriali, nonché di mulini lungo il fiume, la cui forza motrice passò, dall'essere utilizzata per fini agricoli a venire usata nella movimentazione dei macchinari industriali.
L'Alto Milanese è poi uno degli accessi dell'Italia all'Europa centrale: questo ruolo ha favorito, fin dai tempi più antichi, la realizzazione di vie di comunicazione, strade che poi sono state fondamentali per lo sviluppo economico, dato che favoriscono lo scambio e l'ampliamento del mercato delle aziende. Un altro fattore fu la presenza di un clima favorevole: l'elevata umidità, che è caratteristica del clima legnanese, è infatti un parametro importante per la tessitura e per la filatura dei tessuti.

## Epoca napoleonica

### La Legnano napoleonica

Il moderno Palazzo Malinverni nel 1919. In primo piano sulla destra, di fronte all'ingresso del palazzo, l'Olonella prima del suo interramento

Anche durante l'epoca napoleonica Legnano mantenne il ruolo di importante borgo agricolo della Lombardia, che era urbanisticamente diviso in due parti: l'agglomerato più grande e più importante ubicato sulla riva destra del fiume Olona e che corrisponde al moderno centro della città (la cosiddetta Contrada Granda, in dialetto legnanese) e un borgo più piccolo, Legnanello, sulla riva sinistra del fiume. All'epoca le due comunità, che avevano un'esistenza indipendente, erano in comunicazione grazie alla presenza di alcuni di ponti. I terreni compresi tra i due abitati, che erano attraversati dall'Olonella e dal corso principale dell'Olona, erano liberi ed erano conosciuti come "Braida arcivescovile" essendo di proprietà dell'arcidiocesi di Milano; la Braida Arcivescovile restò libera da costruzioni fino al XX secolo perché era spesso allagata dalle acque del fiume.
La Legnanello dell'epoca era costituita da poche case che erano situate lungo una strada parallela al corso principale dell'Olona nota fin dall'epoca romana (il moderno corso Sempione, conosciuto popolarmente come strada magna), la via Severiana Augusta, mentre il borgo principale era formato da un agglomerato di abitazioni che si sviluppava intorno a una piazza (la moderna piazza San Magno). L'Olonella aveva origine dal fiume poco prima del centro abitato principale: lambiva poi la basilica di San Magno rientrando poco più a valle nell'Olona. L'Olonella è stata poi interrata nella prima parte del XX secolo.
In epoca napoleonica, e fino alla metà del XIX secolo, Legnano ebbe la medesima struttura urbanistica, con le vie principali che si sviluppavano a raggiera da corso Sempione e dalla direttrice formata dai moderni corso Magenta-corso Garibaldi: da sud a nord le strade più importanti erano la contrada della Pesa, la contrada del Voltone, la contrada Maggiore, la contrada di San Domenico e la corsia di Sant'Angelo. All'epoca erano già presenti, lontane dal centro abitato e immerse nella campagna, le cascine di Mazzafame, Ponzella, San Bernardino, Canazza e Olmina, che vivevano di una vita autonoma rispetto agli insediamenti centrali. Tale impianto urbanistico, che fu immutato per secoli, cambiò radicalmente in seguito, con l'inaugurazione della ferrovia (1860), che diede un'accelerazione notevole ai profondi mutamenti che avrebbero coinvolto Legnano nei decenni successivi.

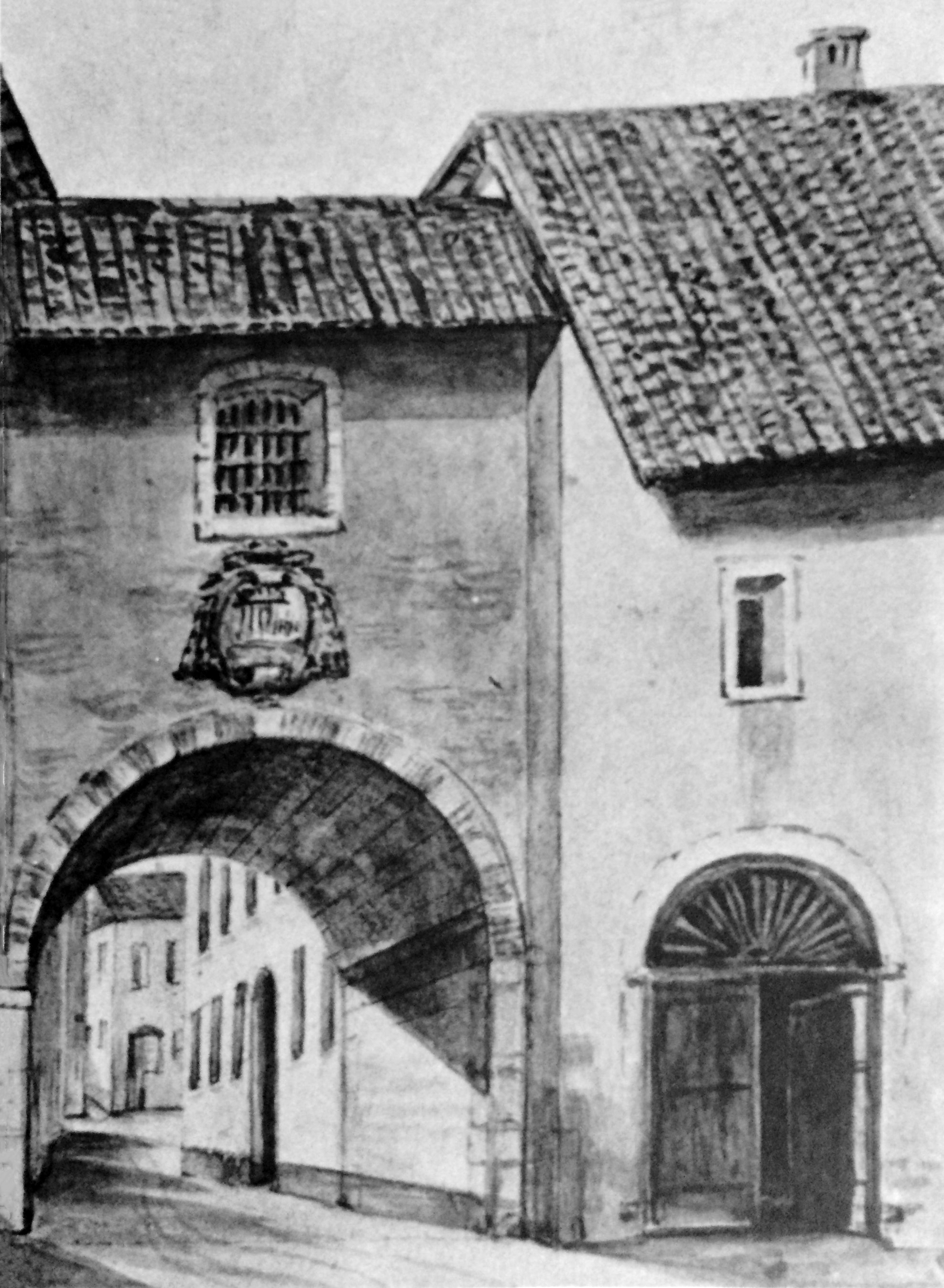
La Porta di Sotto in un acquarello del 1875 di Giuseppe Pirovano. È stata demolita nel 1818

L'agglomerato urbano principale di Legnano continuò a svilupparsi con forma allungata seguendo la direttrice tracciata dalla già citata strada che si sviluppava lungo la direttrice formata dai moderni corso Magenta-corso Garibaldi, parallela al moderno corso Sempione, che attraversava invece Legnanello: entrambe, nel complesso, costituivano il principale sistema di comunicazione con le zone circostanti. La strada che seguiva la direttrice formata dai moderni corso Magenta-corso Garibaldi e che passava per l'abitato principale, seguiva anch'essa il percorso dell'Olona attraversando l'agglomerato urbano da nord a sud; questa strada proveniva dalla Valle Olona e metteva in comunicazione Legnano con Milano.
All'ingresso e all'uscita da Legnano furono costruite, lungo la sopraccitata strada che si sviluppava lungo i moderni corso Magenta-corso Garibaldi, due porte di accesso di cui una, conosciuta come "Porta di Sotto", fu demolita nel 1818 perché rendeva difficoltosa la circolazione dei carri degli agricoltori. Essa era situata a sud dell'abitato, di cui costituiva il confine meridionale, lungo il moderno corso Magenta, che all'epoca si chiamava via Porta di Sotto, poco più avanti dell'ingresso di Palazzo Leone da Perego e vicino all'antico castello dei Cotta. La "Porta di Sotto", che era arricchita da un affresco cinquecentesco, si presentava come un'apertura ad arco al di sopra della quale era stato ricavato un passaggio coperto che collegava il complesso architettonico formato da Palazzo Leone da Perego e dall'adiacente palazzo Visconti al castello dei Cotta e, dopo la demolizione di quest'ultimo, a una costruzione situata dall'altra parte del moderno corso Magenta.
A nord era presumibilmente situata una "Porta di Sopra" della quale, però, non sono rimaste testimonianze tangibili, neppure sui documenti, dato che fu verosimilmente abbattuta in tempi più remoti. Entrambe le porte facevano parte del sistema difensivo medievale di Legnano, che era anche costituito da un muraglione spesso circa 1 metro, da un fossato allagabile dalle acque dell'Olona e dal già citato castello dei Cotta e che venne quasi completamente demolito tra il XIV e il XV secolo.

L'antico cimitero di Legnano, che venne inaugurato nel 1808 e che si trovava sull'area delle moderne scuole Bonvesin de la Riva, vicino al santuario della Madonna delle Grazie. Fu sostituito nel 1898 dal moderno cimitero monumentale di Legnano

Sullo spazio antistante la basilica di San Magno, dove è situata la moderna piazza, fin dall'epoca medievale, era presente il cimitero principale di Legnano, che fu adoperato per secoli per inumare le salme della gente comune e che venne in seguito completato da una stanza sotterranea. I casati nobiliari, difatti, seppellivano i propri morti all'interno delle chiese, mentre le salme della gente comune venivano inumate in fosse comuni nei pressi degli edifici di culto. Sulle note descrittive relative alla visita pastorale effettuata a Legnano dal cardinal Giuseppe Pozzobonelli nel 1761, in riferimento a questo cimitero legnanese, è riportato che:
(Stralcio delle note relative alla visita pastorale del 1761 del cardinal Giuseppe Pozzobenelli)
In particolare, le colonnine divisorie citate nello stralcio della relazione del cardinal Pozzobenelli servivano a consentire l'accesso alla basilica, il cui ingresso fu spostato nel 1610 proprio a ovest, verso il cimitero. Questo camposanto era conosciuto come "il foppone" e venne utilizzato fino al 1808, quando una disposizione del governo napoleonico obbligò le amministrazioni comunali a spostare i campisanti fuori dai centri abitati. La motivazione principale legata a questa disposizione risiedeva nel tentativo di migliorare le condizioni igieniche dei borghi che facevano parte dei domini napoleonici.
Il legnanesi realizzarono quindi un nuovo e moderno cimitero fuori dalle mura delle loro città: era situato sull'area occupata dalle moderne scuole Bonvesin de la Riva, nei pressi del santuario della Madonna delle Grazie. In origine aveva una superficie di 3.000 m2, poi portati a 5.500 m2 grazie a un ampliamento della struttura. Dal 1808, anno della sua costruzione, al 1898, anno del suo smantellamento, accolse le salme di 21.896 legnanesi: nel 1898 venne sostituito dal moderno cimitero monumentale di Legnano.

### Le conseguenze della dominazione napoleonica

L'antico ponte di San Magno in un'immagine del 1903. Si trovava in via Guerciotti e venne demolito nel 1939

I primi anni di occupazione francese, che furono conseguenza della campagna d'Italia del 1796-1797, vennero segnati da molte difficoltà che si ripercossero soprattutto sulle classi sociali legnanesi meno abbienti. Complici anche le modifiche della struttura amministrativa dei territori occupati da Napoleone Bonaparte, la Legnano dell'epoca era pervasa da un forte senso di incertezza, a cui si aggiunsero le vessazioni sulla popolazione a opera dei soldati, che sovente confiscavano beni ai contadini della zona. I sussidi dati agli agricoltori legnanesi da parte della nuova amministrazione lenirono in parte la confisca di vettovaglie, carri e bestiame da parte dell'esercito napoleonico.
Altra diretta conseguenza dell'occupazione napoleonica fu l'arruolamento di 850 legnanesi (848 fanti e i 2 ufficiali eletti dal popolo) nell'esercito francese, che furono inquadrati nel terzo battaglione della terza legione. Altre conseguenze del dominio napoleonico furono la requisizione dei beni della Chiesa, che portò più denaro circolante. Quest'ultimo aiutò, tra l'altro, la nascita delle attività protoindustriali.
Passò qualche anno prima di vedere applicate, perlomeno in parte, le idee e i principi di libertà propugnati dalla Rivoluzione francese: i maggiori beneficiari di questo nuovo corso non furono però le classi più deboli, bensì gli amministratori, i commercianti e i banchieri, complice soprattutto il ridimensionamento della classe nobiliare, che vide il suo peso politico calare sostanzialmente. In altre parole, la borghesia, da classe sociale comprimaria all'ombra della nobiltà, diventò protagonista della vita politica ed economica della società.
La situazione cambiò grazie a Francesco Melzi d'Eril, vicepresidente della Repubblica Italiana napoleonica dal 1802, la cui buona buona amministrazione stabilizzò la situazione: Francesco Melzi d'Eril acquisì, tra l'altro, diverse proprietà a Legnano e Legnanello creando le premesse per la fondazione dell'istituto canossiano che venne poi fondato da Barbara Melzi, religiosa imparentata con Francesco e appartenente al ramo dei Melzi Malingegni.

### Aspetti economici e sociali

Diligenze a cavalli a Legnano nel XIX secolo

Fin dal Medioevo il borgo legnanese si avvantaggiò anche dei traffici commerciali grazie alle vie di comunicazione che lo attraversavano. Fu però Napoleone a costruire la strada del Sempione, che collegava Milano a Parigi attraversando le Alpi dal passo del Sempione. Il tratto Rho-Legnano-Gallarate-Arona di questa importante via di comunicazione, che ricalcava l'antica strada romana e medievale conosciuta come Via Severiana Augusta, aiutò notevolmente a incrementare la rilevanza strategica di Legnano, seconda stazione di posta da Milano. Un modo di dire dialettale dell'epoca che evidenziava l'importanza di Legnano recitava:
(Detto popolare in dialetto legnanese)

Rinnovazione del mercato e prolungamento della fiera dei morti di Legnano (29 ottobre 1806)

All'epoca il servizio postale era organizzato tramite diligenze a cavalli, la cui linea passava da corso Sempione. Lungo corso Sempione era attivo anche un servizio trasporto passeggeri, realizzato anch'esso con diligenze a cavalli. Questo servizio era chiamato dai legnanesi, nel dialetto della zona, caval e birocc (it. "cavallo e carrozza"). Questa importante strada di comunicazione, e la posizione strategica della città all'interno del triangolo Milano-Como-Varese, gettò le basi per la futura industrializzazione dell'antico borgo agricolo.
Legnano, grazie alle vie di comunicazione che la collegavano a Milano e al nord della Lombardia, era da secoli attraversata da importanti scambi commerciali: questo traffico portò, nel 1795, alla riapertura ufficiale, decretata da Regio Magistrato Politico comunale del governo austriaco, del mercato.
Probabilmente il primo mercato di Legnano, sebbene non ufficialmente autorizzato dal governo, venne predisposto nella prima metà del XV secolo in un periodo in cui i commerci ebbero un'impennata con il moltiplicarsi, anche nei piccoli borghi, della fondazione di nuove fiere e mercati: poi a Legnano avvennero presumibilmente alcuni eventi, di cui però non c'è traccia documentata, che impedirono la sua riorganizzazione, e quindi i legnanesi decisero di chiedere ufficialmente il permesso di ripristinarlo.
Dopo due vane richieste al governo statale effettuate nel 1499 e nel 1627, il mercato fu ufficialmente riaperto, come accennato, nel 1795. Nello specifico, la disposizione governativa austriaca decretava che il mercato si sarebbe tenuto ogni martedì a partire dal 13 ottobre 1795.
In questo contesto, nell'aprile del 1805, l'amministrazione comunale di Legnano prestò formale giuramento a Napoleone. Il testo del giuramento recita:
(Giuramento di fedeltà dell'amministrazione comunale di Legnano a Napoleone Bonaparte)

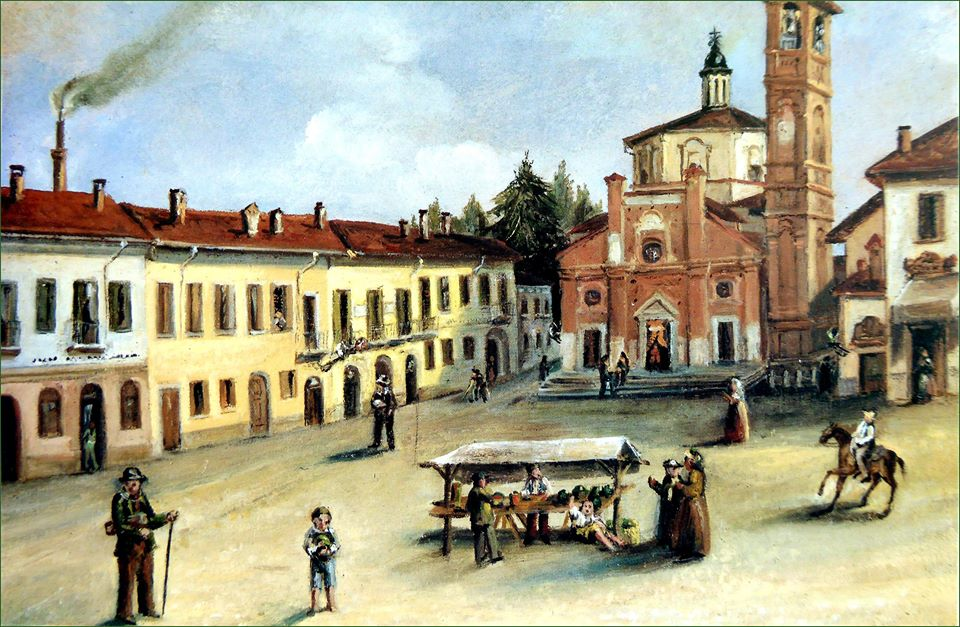
Piazza San Magno a Legnano in un dipinto di Giuseppe Pirovano del 1880

Del 1806 sono la realizzazione del canale artificiale Cavo Diotti, scavato per irrorare le coltivazioni non raggiungibili dall'Olona, in particolar modo le zone più elevate di Legnano come i colli di Sant'Erasmo, e il ripristino della fiera annuale del mese di novembre che, in particolare, è datato 29 ottobre 1806; originariamente la fiera si teneva il 2 novembre per commemorare i defunti, poi fu estesa anche ai due giorni seguenti.
Per la "fiera dei morti", questo il suo nome popolare, l'amministrazione comunale di Legnano fece richiesta della sua reintroduzione già da tempo, domanda che venne ripetutamente rigettata a causa delle pressioni politiche di Saronno, Busto Arsizio e Gallarate, che temevano la concorrenza commerciale di questo evento nei confronti delle loro fiere. La fiera poi continuava il 5 novembre, giorno di san Magno, santo patrono di Legnano, con l'esposizione di merci e bestiame. La tradizione della fiera autunnale non si è spenta nei secoli: ancora nel XXI secolo viene organizzata nel mese di novembre su un'area nei pressi del castello Visconteo di Legnano che si trova lungo il moderno viale Pietro Toselli. L'avviso del 29 ottobre 1806 che ha ripristinato la festa dei morti del 2 novembre recita:
(Avviso di ripristino della fiera autunnale emesso dall'amministrazione municipale del comune di Legnano in data 29 ottobre 1806)

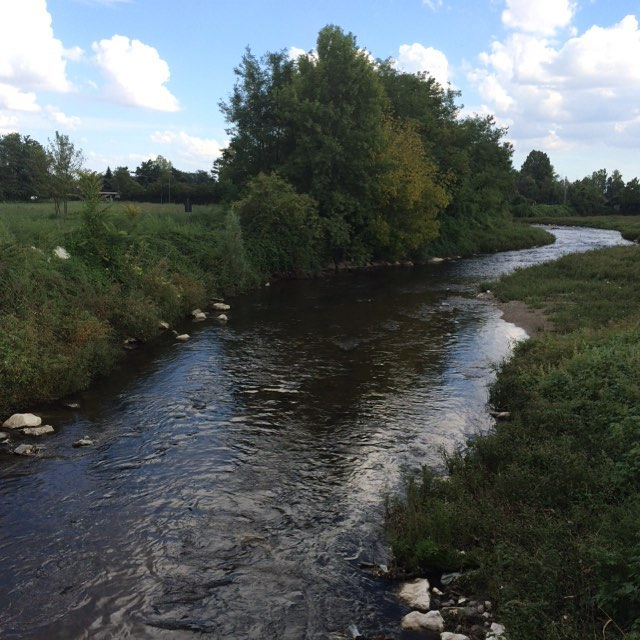
Il fiume Olona a valle del castello di Legnano

Nei primi anni del XIX secolo l'ambiente naturale del Legnanese era ancora relativamente selvaggio: fino alla prima metà del secolo citato, nei boschi della zona, erano ancora presenti i lupi, che scomparirono qualche decennio dopo l'inizio del secolo. Dato che quest'ultimi minacciavano le greggi e gli animali domestici, il sindaco di Legnano, il 27 giugno 1812, emise un'ordinanza in cui obbligava tutti i cacciatori del comune a partecipare a una battuta finalizzata all'uccisione dei lupi. Nell'ordinanza si specificava anche l'obbligatorietà di questa disposizione: ai cacciatori che non avessero partecipato alla battuta senza fornire una valida giustificazione, sarebbe stata revocato il porto d'armi.
Gli agricoltori, per essere protetti contro il già citato strapotere delle classi superiori, si associarono nel consorzio del fiume Olona, ovvero all'ente fondato nel 1606 che possedeva i diritti sulle rogge derivate dal fiume. Nel 1818, dopo aver pagato 8.000 scudi al governo napoleonico, il consorzio ottenne i diritti demaniali sull'Olona.
Riguardo all'attività agricola, l'amministrazione comunale fissava il prezzo e le caratteristiche del pane da frumento. Nel 1814, ad esempio, venne fissato a 34 lire e 17 centesimi a libbra. Per quanto concerne le sue caratteristiche, un avviso pubblico del sindaco di Legnano recitava che:
(Avviso pubblico del sindaco di Legnano)

### Aspetti amministrativi e politici

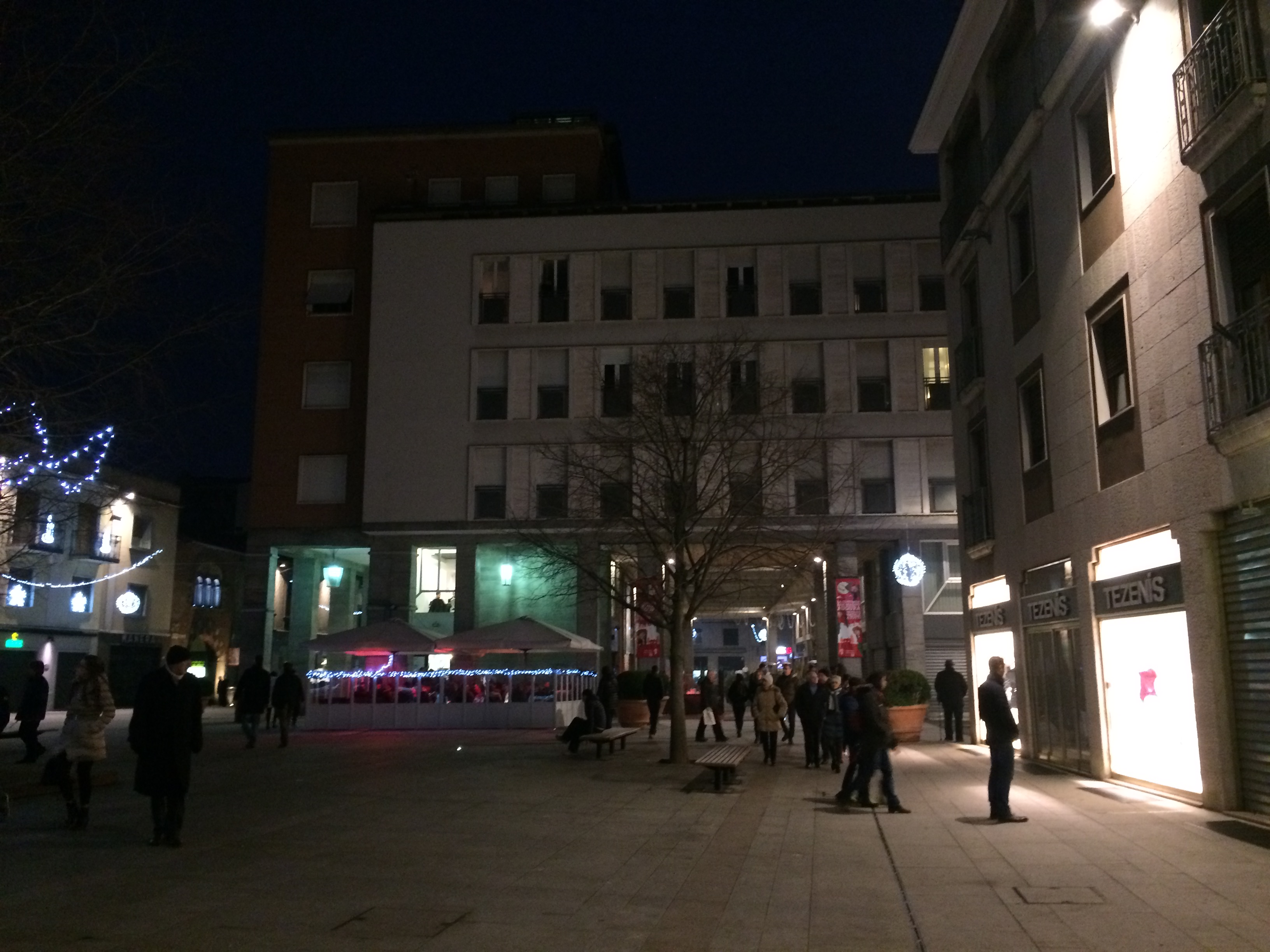
Piazza San Magno in una foto della prima parte del XIX secolo

Come riporta un documento del governo napoleonico, nel giugno del 1805, la popolazione di Legnano raggiunse i 2.784 abitanti. L'atto era accluso a un decreto che concedeva a Legnano un moderno organo amministrativo nella forma di una municipalità e di un consiglio comunale: la prima era formata da un sindaco e da due "savi", mentre il secondo era costituito da quindici membri scelti dal prefetto (per quattro quinti scelti tra i possidenti, mentre per un quinto tra i non possidenti aventi un'età superiore ai 35 anni e esercitanti un mestiere, nonché paganti la tassa personale).
I consigli comunali erano convocati e assistiti dal regio consigliere del distretto oppure da quello del cantone, mentre il sindaco era nominato dal prefetto. I due savi erano invece eletti dal consiglio comunale, che li sceglieva tra una rosa di nomi, più precisamente tra i venticinque notabili più ricchi di Legnano. Il sindaco e i savi restavano in carica un anno ed erano rieleggibili.
Durante l'epoca napoleonica Legnano era capoluogo del IV cantone, che faceva parte del distretto di Gallarate, il quale apparteneva a sua volta al dipartimento d'Olona, che invece aveva sede a Milano. Il cantone con a capo Legnano racchiudeva un territorio con una popolazione complessiva di 12.727 abitanti, che erano distribuiti in diciassette comuni, ovvero Legnano, Cairate, Cascina Masina, Castegnate, Castellanza, Cislago, Fagnano con Bergoro, Gorla Maggiore, Gorla Minore, Marnate, Nizzolina, Olgiate Olona, Prospiano, Rescalda, Rescaldina con Ravello, Sacconago con Cascina Brughetto e Solbiate Olona.

Una bottiglia di vino Colli di Sant'Erasmo. Per secoli fu il frutto di una delle più remunerative attività agricole del Legnanese

All'epoca l'amministrazione comunale di Legnano, che era governata dai grandi proprietari terrieri e dai borghesi più ricchi, era spesso costretta ad intervenire per stendere regolamenti in materia di agricoltura, pascoli e per la gestione dei terreni, oltre che per risolvere le accese dispute tra gli agricoltori e i mugnai dei mulini, specialmente nei periodi di magra dell'Olona.
Proprio lo scarso peso politico ed economico degli agricoltori, portò questa classe sociale legnanese ad aggiungere al proprio lavoro nuove attività economiche, come la filatura, al tessitura, ecc, che facessero da completamente alle rendite dei campi. Con la nascita di queste nuove attività, accanto ai classici mercati di prodotti agricoli e di bestiame, iniziarono a essere organizzate fiere di manufatti e di oggetti di artigianato.
Napoleone attraversò Legnano insieme all'imperatrice Giuseppina di Beauharnais il giorno precedente alla sua incoronazione a re d'Italia. L'evento è documentato da una circolare del prefetto del dipartimento d'Olona destinata alle amministrazioni comunali: con essa erano fissate le prescrizioni e le modalità dell'accoglimento del sovrano francese. Il testo della circolare recita:
(Circolare del prefetto del dipartimento d'Olona)
A dispetto delle dichiarazioni ufficiali, l'opinione pubblica non era completamente schierata a favore del Sovrano francese. Anche a Legnano erano presenti diverse correnti politiche: c'è chi era nostalgico degli austriaci e chi preferiva la nuova situazione. Questi ultimi erano poi divisi a loro volta in due fazioni, una più moderata, che faceva capo a Francesco Melzi D'Eril, e un'altra più radicale.

## Mappa della Legnano del XIX secolo

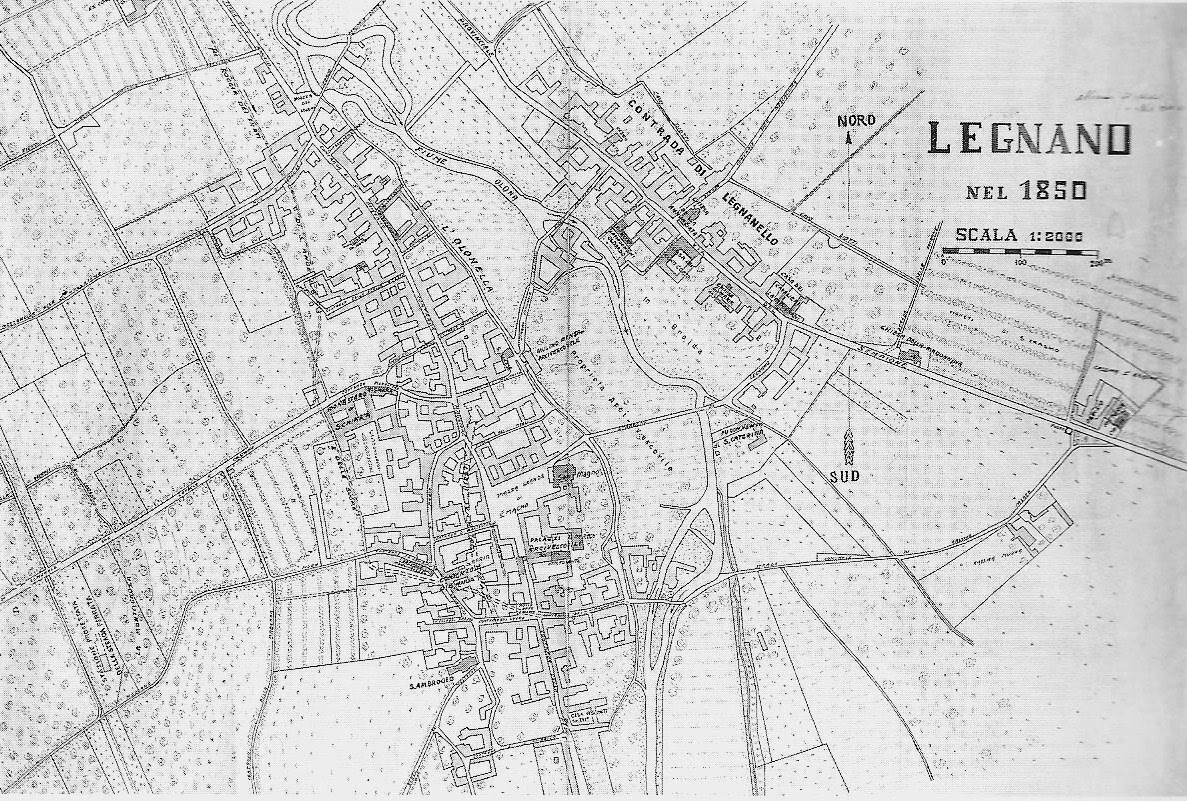
Una mappa di Legnano del 1850: si vedono ancora i due abitati di Legnano e Legnanello (all'epoca ancora distinti) divisi dall'Olona e dall'Olonella. I due centri abitati si sono poi saldati in un unico conglomerato urbano con l'espansione edilizia del XX secolo

## Il Risorgimento

### Dalla Restaurazione alla prima guerra d'indipendenza

L'antico ospizio Sant'Erasmo di Legnano visto da corso Sempione, che fu demolito nel 1926 per poter permettere la costruzione della moderna e omonima struttura. Sulla destra, si riconosce la chiesa di Sant'Erasmo

Con la fine dell'epoca napoleonica, e la conseguente Restaurazione, la Lombardia fu annessa all'Impero austriaco (1814): nello specifico, tutti i comuni lombardi, entrarono a far parte del Regno Lombardo-Veneto, ovvero di uno Stato direttamente dipendente dal governo di Vienna. Sotto il dominio austriaco le amministrazioni locali furono riorganizzate. Il 12 febbraio 1816, con decreto imperiale di Maria Teresa d'Austria, entrò in vigore la nuova organizzazione territoriale della Lombardia: Legnano smise di essere capoluogo e fu unita al XV distretto di Busto Arsizio: di conseguenza l'archivio cantonale venne soppresso, e tutti i documenti in esso contenuti passarono all'archivio comunale di Busto Arsizio.
Poco dopo iniziarono a nascere anche a Legnano società segrete finalizzate all'affrancamento dall'Austria: ormai si era infatti preso coscienza, complici le idee della Rivoluzione francese circolate durante il periodo napoleonico, che l'Italia avrebbe dovuto superare la divisione in più Stati con l'obiettivo di realizzare un'entità politica unitaria e indipendente dalle potenze straniere. Le premesse alla nascita di queste società segrete si ebbero durante la dominazione francese: in questo caso, le sette segrete d'epoca napoleonica, erano costituite da giacobini, che erano stati dichiarati fuorilegge dalle autorità.

Vigneti alle pendici dei Colli di Sant'Erasmo a Legnano. A sinistra, il primo padiglione dell'Ospedale civile di Legnano, che fu fondato nel 1903 come diretta conseguenza dell'industrializzazione e delle mutate condizioni sociali ed economiche della popolazione

Per quanto riguarda i servizi è di questi anni (1826) l'inaugurazione del primo ufficio postale di Legnano, cui seguì una seconda ricevitoria postale (1850), questa volta nel quartiere di Legnanello. Quest'ultima restò aperta solo pochi mesi a causa della riorganizzazione del servizio che comportò il trasferimento dell'ufficio postale principale, quello aperto nel 1826, in una zona più vicina a corso Sempione. Venne spostato nello stradone per Legnanello, la moderna via Matteotti, in modo tale da rendere meglio raggiungibile corso Sempione, ovvero l'arteria da cui passava il servizio postale, il cui trasporto era organizzato, come già accennato, con una diligenza a cavalli.
Lungo corso Sempione, e nell'abitato principale di Legnano, ovvero nella cosiddetta Contrada Granda, erano situati la maggior parte degli esercizi pubblici. Nel 1847 erano presenti undici osterie, di cui sei fornivano il servizio pernottamento, due caffè che restavano aperti fino a tarda sera chiudendo a mezzanotte, e dieci rivendite di liquori.
Il tasso di mortalità della Legnano di primo Ottocento era intorno al 40 ‰, con un picco del 51 ‰ raggiunto nel periodo compreso tra il 1833 e il 1842. Questa recrudescenza del numero dei decessi fu imputabile a un'epidemia di colera, che avvenne nell'estate del 1836 e che fece registrare 150 vittime tra il 1833 e il 1842. Altre epidemie di colera ebbero luogo nel 1849 e nel 1854 causando, rispettivamente, 25 e 200 morti. Nel 1887 la popolazione legnanese fu colpita dal vaiolo, la cui pandemia durò due anni, durante i quali si registrarono 186 casi di persone affette da questa malattia con 22 morti.

Piazza del Popolo e, sullo sfondo, la chiesa dei Santi Martiri a Legnano in un'immagine di inizio XX secolo

Per quanto riguarda l'assistenza sanitaria, a inizio XIX secolo non era ancora presente nessuna struttura organizzata a parte due medici condotti, di cui uno era specializzato in medicina generale mentre l'altro in chirurgia, che dipendevano entrambi dal comune di Legnano. A queste due figure professionali si aggiunse, nel 1860, una levatrice comunale. La costruzione dell'ospedale civile di Legnano, che avverrà nel 1903, sarà poi una diretta conseguenza dell'industrializzazione e delle mutate condizioni sociali ed economiche della popolazione, che renderanno necessaria la realizzazione di un nosocomio vero e proprio nella moderna accezione del termine.
Il primo intervento dell'amministrazione comunale legnanese riguardo alla pubblica istruzione è dell'inizio del XIX secolo, quando il governo cittadino affidò a due maestri la gestione di altrettante classi di scolari, una maschile e una femminile. L'allestimento di locali a uso esclusivo della scuola è invece del 1832; precedentemente le lezioni si tenevano in ambienti di fortuna. In un documento del 1848 è riportato come il numero di studenti iscritti a questa scuola, la cui ubicazione era nella moderna via Verdi, fosse di 470 per la classe maschile e 475 per quella femminile; nel 1852 tale scuola fu trasferita in alcuni locali del moderno corso Magenta. Di questi anni è la fondazione dell'istituto privato da parte di Barbara Melzi (1854), con l'allestimento della scuola materna e della scuola elementare; l'edificio che ospita questo istituto, appartenuto all'omonima famiglia nobiliare, è di rilevanza storica e architettonica.

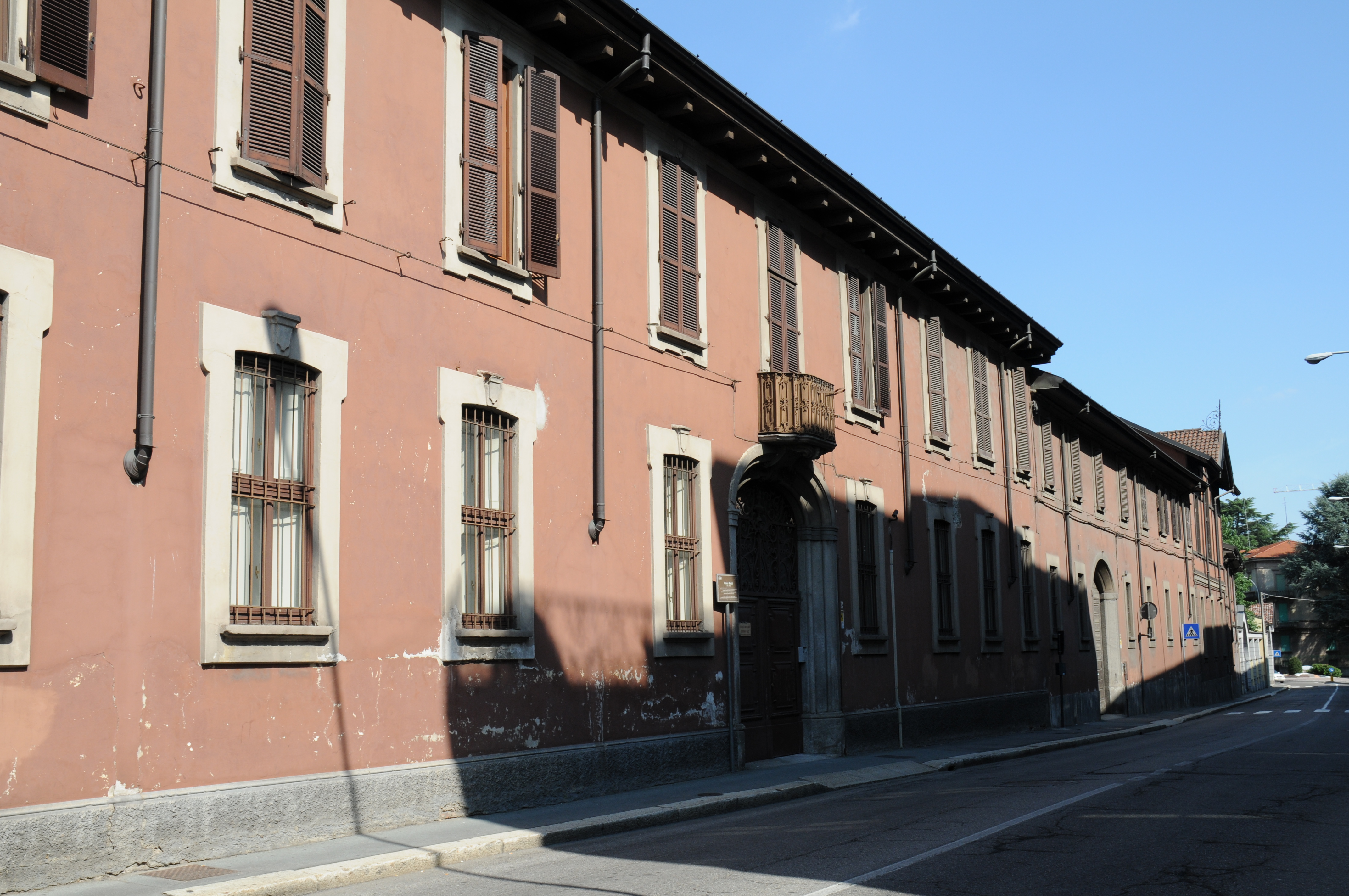
Palazzo Melzi a Legnanello

Un forte impulso alla pubblica istruzione si ebbe con la promulgazione della legge Casati (1859), in seguito alla quale il comune di Legnano fu obbligato a predisporre una scuola comunale permanente; l'amministrazione risolse il problema affittando dal marchese Cornaggia uno stabile da adibire a edificio scolastico. Qualche decennio dopo, nel 1896, il comune di Legnano acquistò il convento di Sant'Angelo convertendolo in scuola elementare. L'antico monastero fu poi demolito nel 1967: al suo posto fu costruito un moderno plesso scolastico, le moderne scuole Mazzini.
Nel 1870, quando la pubblica istruzione comunale era già ben avviata, le scuole legnanesi avevano un'organizzazione delle attività didattiche che era simile a quello delle moderne università: le lezioni iniziavano all'11 novembre e terminavano in estate, con le date degli esami di fine anno scolastico che erano fissate per agosto. È di questi anni la lotta, a livello nazionale, all'analfabetismo: in questo contesto, nel 1871, a Legnano vennero aperte una scuola maschile serale e una scuola femminile festiva, entrambe destinate ad alunni adulti. Una dichiarazione delle autorità legnanesi dell'epoca, a tal proposito, recita:
(Dichiarazione della autorità comunali sulla pubblica istruzione)

Avviso sull'apertura annuale delle scuole comunali di Legnano (25 ottobre 1870)

Secondo i dati presenti negli archivi comunali, nel 1897, gli studenti nelle scuole comunali e private erano 1.648, che erano seguiti da trentadue insegnanti; gli alunni erano divisi in classi formate da un numero di studenti compreso tra i trenta e i sessantasei. Di questi 1.648 studenti, 897 erano maschi, mentre 751 erano femmine. Invece, nelle scuole private legnanesi, erano presenti 181 studenti, 139 femmine e 42 maschi. Per quanto riguarda il rendimento scolastico, le statistiche registrano un numero di bocciature che faceva dimezzare, dalla prima alla quinta elementare, il numero studenti nella classi.
Nel 1856 il governo austriaco predispose un catasto che registrò tutti i beni immobili, i nomi dei loro possessori e le rendite a essi associati: furono anche redatte delle mappe con indicati i luoghi precisi e i confini delle proprietà. L'ultimo censimento di questo genere realizzato a Legnano prima di quello appena accennato fu il Catasto Teresiano, che venne predisposto, sempre dal governo austriaco, nel 1722. Rispetto a quest'ultimo, il catasto ottocentesco riportava proprietà più frazionate: il numero dei mappali, rispetto al 1722, aumentò infatti da 1.709 a 2.134.

Saule Banfi, medico e patriota legnanese

Il censimento del 1856 riportò anche un importante cambiamento sociale: l'avvicendamento tra alcune storiche famiglie nobiliari legnanesi e nuovi casati famigliari che iniziarono a imporsi nella società civile. Alcune famiglie che dominarono Legnano per secoli, come i Vismara, scomparvero dalla scena mentre altre risultarono ridimensionate (i Lampugnani). Altri casati nobiliari fecero la loro comparsa a Legnano: i Melzi, con l'acquisto di diversi immobili, soprattutto a Legnanello, e i Cornaggia, che avevano acquisito già da qualche decennio, tra gli altri, anche il castello Visconteo. Comparirono per la prima volta sulla scena alcune famiglie borghesi, casati che formeranno in seguito, insieme ad altri gruppi familiari, la futura aristocrazia industriale legnanese: i Krumm e i Cantoni. Rispetto al Catasto Teresiano, fu registrata un'espansione edilizia di modeste dimensioni.
Come già accennato, anche Legnano fu attraversata dai fermenti risorgimentali che coinvolsero l'Italia dalla metà del XIX secolo. Tra i legnanesi che ebbero un ruolo di primo piano nel Risorgimento ci furono Saule Banfi ed Ester Cuttica: quest'ultima, in particolare, ebbe rapporti diretti anche con Giuseppe Mazzini, mentre Saule Banfi esercitò, a Legnano, la professione medica in qualità di chirurgo. Durante la prima guerra di indipendenza anche i legnanesi insorsero contro gli austriaci formando bande armate con strumenti di fortuna; dopo la costituzione del governo provvisorio di Milano, conseguenza delle cinque giornate, molti legnanesi, tra cui Saule Banfi, si arruolarono nella guardia civica milanese partecipando alla difesa del capoluogo lombardo.
Anche a Legnano fu indetto un plebiscito per l'annessione della Lombardia al Regno di Sardegna, e il suo risultato fu una schiacciante vittoria a favore dell'annessione, anche se tutto ciò non ebbe seguito a causa della successiva sconfitta di Carlo Alberto di Savoia. In questo plebiscito erano elettori attivi i cittadini che avevano compiuto i 21 anni di età, analfabeti compresi, con i seggi elettorali che vennero organizzati all'interno della casa parrocchiale di San Magno.
In seguito all'armistizio Salasco (9 agosto 1848), gli austriaci riconquistarono la Lombardia. In questo contesto, il 30 settembre 1848, Legnano venne dichiarata in stato di assedio, e visto il contributo dato dai legnanesi a questa prima fase del Risorgimento, furono eseguite imponenti operazioni di perquisizione, durante le quali furono sequestrate molte armi. Vennero anche arrestati alcuni patrioti legnanesi, tra cui Saule Banfi e Ester Cuttica.

### Dalla prima alla seconda guerra d'indipendenza
| Matricola | Nome e cognome          | Grado    | Corpo                    | Campagne  |
| --------- | ----------------------- | -------- | ------------------------ | --------- |
| 17234     | Luigi Mereghetti        | soldato  | 10º reggimento fanteria  | 1859-1861 |
| 17185     | Angelo Vignati          | soldato  | 10º reggimento fanteria  | 1859-1861 |
| 246       | Luigi Maria Zerbone     | soldato  | 26º reggimento fanteria  | 1859-1861 |
| 349       | Antonio Pietro Clementi | soldato  | 7º reggimento granatieri | 1866      |
| 21658     | Giovanni Glori          | soldato  | 10º reggimento fanteria  | 1866      |
| 18844     | Gregorio Lupo           | soldato  | 9º reggimento fanteria   | 1866      |
| 780       | Michele Monticelli      | caporale | 68º reggimento fanteria  | 1866      |
| 20804     | Giuseppe Ranaboldo      | soldato  | 6º reggimento fanteria   | 1866      |

Nella seconda e nella terza guerra d'indipendenza almeno otto legnanesi parteciparono alle battaglie inquadrati nell'esercito sardo-piemontese; Legnano ebbe anche un caduto nella battaglia di San Fermo (Luigi Fazzini).
Legnano fu anche coinvolta nelle operazioni militari che seguirono la battaglia di Magenta, scontro armato facente parte della seconda guerra d'indipendenza italiana (1859) che venne combattuto nei dintorni di una città distante pochi chilometri dal centro abitato legnanese. In particolare, un dispaccio del feldmaresciallo-luogotenente austriaco Karl von Urban, a capo di una divisione di cui faceva parte la brigata del feldmaresciallo-luogotenente Benedeck, ordinava che:
(Dispaccio di Karl von Urban)

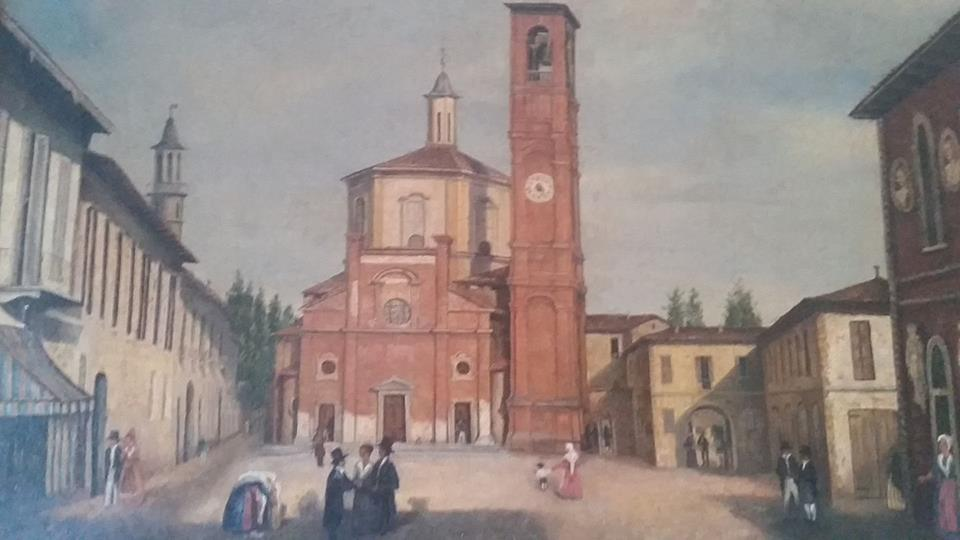
Piazza San Magno a Legnano in un dipinto di fine XIX secolo di Giuseppe Pirovano

Von Urban decise poi di non attaccare in forze Legnano, soprattutto per l'aperta ostilità della popolazione locale. Il comandante della brigata, per evitare problemi, prima di lasciare Legnano, decise prendere in ostaggio il prevosto, Antonio Ponzoni. Molti legnanesi protestarono veemente in dialetto al grido di "mola! mola!" (in it. "lascia! lascia!"): l'ostaggio fu poi liberato appena fuori dal centro abitato.
La divisione di von Urban fu uno dei reparti più sconfitti dai cacciatori delle Alpi di Giuseppe Garibaldi. Sebbene non si conosca il numero di legnanesi arruolati nelle truppe guidate dell'"eroe dei due mondi", una divisa di un garibaldino fu in seguito scoperta in una vecchia casa di Legnano, ed è ora tra gli oggetti conservati all'interno del Museo civico Guido Sutermeister: del soldato che la indossò non però è noto il nome.
Anche i legnanesi parteciparono alla sottoscrizione per costituire il Fondo per il milione di fucili, che fu organizzato da Garibaldi. Dopo il primo avviso, che comparve sui muri di Legnano nel novembre del 1859, i legnanesi riuscirono a raccogliere globalmente 351 lire e 43 centesimi, una cifra di una certa rilevanza, considerando la situazione economica in cui versava la maggioranza della popolazione. Parteciparono all'appello tutte le classi sociali legnanesi, dai commercianti, ai farmacisti, agli operai, agli alunni delle scuole legnanesi. Anche gli industriali diedero il proprio contributo, seguendo l'invito giunto alla deputazione comunale di Legnano tramite la camera di commercio di Milano, che recitava:
(Invito a partecipare alla sottoscrizione per costituire il Fondo per il milione di fucili)

### La costruzione della ferrovia

La stazione ferroviaria di Legnano nei primi anni del XX secolo

Il 20 dicembre 1860 fu inaugurata la stazione ferroviaria di Legnano, che era a servizio della linea Milano-Sesto Calende, da poco costruita e all'epoca ancora a binario unico. La linea ferroviaria fu raddoppiata nell'anno 1900. La convenzione per la sua costruzione venne firmata, tra il governo austriaco e una società ferroviaria privata di proprietà di Rothschild, nel 1857.
Il tratto Milano-Rho venne inaugurato il 18 ottobre 1858, la ferrovia Rho-Gallarate (quello che interessa Legnano) il 20 dicembre 1860 mentre il tracciato Gallarate-Sesto Calende il 24 luglio 1865: in questo modo Legnano venne connessa con gli altri centri industriali dell'Alto Milanese (Busto Arsizio e Gallarate) e con il Lago Maggiore, da cui si può agevolmente raggiungere la Svizzera. A Rho era poi presente l'interscambio con la ferrovia Torino-Milano, e quindi Legnano era anche collegata con queste due metropoli della Pianura Padana.
Nell'Alto Milanese si verificò lo stesso fenomeno avvenuto in Inghilterra, ovvero la nascita dell'industria che fu precedente alla realizzazione delle ferrovie. Generalmente, nella storia dell'industrializzazione, è successo il contrario: la presenza della ferrovia ha portato alla nascita a un'economia industriale. Ciò che è invece comune a tutte zone industrializzate, Alto Milanese compreso, è il fatto che la rete ferroviaria abbia fatto da volano accelerando la crescita industriale.

La stazione ferroviaria di Legnano nel 1920

Per quanto riguarda Legnano, nello stesso periodo della costruzione della strada ferrata che congiunge Milano con Sesto Calende, fu definitivamente scartato il progetto della ferrovia Abbiategrasso-Magenta-Legnano-Busto Arsizio: il motivo di tale accantonamento è risieduto nel fatto che fosse più conveniente, come linea ferroviaria congiungente Genova con il traforo del Sempione, la linea Milano-Sesto Calende, dato che passava dal capoluogo meneghino. La ferrovia Abbiategrasso-Busto Arsizio accorciava il tragitto tra Genova e Busto Arsizio, ma ciò non fu giudicato sufficiente per decretarne la costruzione.
I motivi della mancata costruzione furono principalmente due, le proteste dei piccoli comuni, che volevano modifiche al progetto per far passare la ferrovia sul proprio territorio, e la ferma opposizione di Milano, che temeva la perdita di traffico lungo la ferrovia Milano-Sesto Calende: tutto ciò fece continuamente rinviare l'inizio dei lavori. Fu quindi deciso di non costruire una seconda ferrovia dell'Alto Milanese: se si fosse realizzata, Legnano sarebbe diventata un importante snodo ferroviario, dato che sarebbe stata il punto di interscambio tra due rilevanti vie di collegamento ferroviario, la Milano-Sesto Calende e l'ipotetica Abbiategrasso-Busto Arsizio. L'accantonamento definitivo del progetto avvenne in occasione dello scoppio della prima guerra mondiale.

La passerella pedonale che scavalcava la ferrovia e che era nota popolarmente in dialetto legnanese come bilòria, termine privo di un'etimologia precisa, in un'immagine del 1904. Costruita alla fine del XIX secolo, venne demolita nel 1939

La ferrovia Milano-Sesto Calende diede un impulso fondamentale allo sviluppo industriale di Legnano: oltre a causare cambiamenti urbanistici, che vennero anche stimolati dalla crescita demografica (si passò dai 2.500 abitanti di inizio XIX secolo ai 10.643 del 1890), la posizione del borgo legnanese diventò ottimale, grazie all'importanza delle sue vie di comunicazione, anche per il trasferimento di aziende fondate altrove. La ferrovia influenzò anche il futuro assetto abitativo, dato che creò un quartiere "Oltrestazione", che iniziò a essere popolato a partire dall'inizio del XX secolo. Poco dopo l'inaugurazione della ferrovia, nel 1862, fu realizzata la moderna via Mauro Venegoni, che all'epoca veniva chiamata "viale della stazione in là", dato che conduceva a Borsano. Costruita la strada, i terreni attraversati dalla nuova via, originariamente coltivati a cereali, vite e gelsi, iniziarono a essere urbanizzati con la costruzione di abitazioni e industrie.
La ferrovia diventò la quarta direttrice parallela di sviluppo della città, dato che si aggiunse a corso Sempione, al fiume Olona e all'asse viario formato dalle moderne vie Magenta e Garibaldi. A questo va aggiunta la direttrice costituita dalle moderne via Novara-Venegoni-Barbara Melzi. Ciò fu un'eccezione: in genere i borghi si sviluppavano seguendo una direzione a fasce concentriche che richiamavano l'antica urbanistica medievale, la quale era basata su un centro cittadino racchiuso da mura che si estendeva seguendo strade disposte a raggiera. Legnano quindi conobbe uno sviluppo, perlomeno all'inizio, allungato verso le citate quattro direttrici parallele.

### L'Unità d'Italia

Corso Garibaldi verso piazza San Magno. Sulla sinistra, si vede il balcone da cui Giuseppe Garibaldi parlò ai legnanesi

Il 17 marzo 1861, con la proclamazione di Vittorio Emanuele II di Savoia a re d'Italia, anche Legnano entrò a far parte del moderno Stato italiano. Legnano era sottoposta già da due anni all'impianto legislativo in vigore nel Regno di Sardegna: la legge n°3702 del 23 ottobre 1859 (legge Rattazzi) del governo sabaudo allargò infatti alla Lombardia, da poco annessa al regno sardo, la legislazione piemontese, che fu poi applicata, nel 1861, all'intera penisola italiana. In particolare, a capo dell'amministrazione comunale venne posto il sindaco, che all'epoca era di nomina governativa essendo incaricato dal Ministero dell'interno su suggerimento del prefetto.
Per quanto riguarda i dati statistici post unitari, il primo censimento effettuato dal neonato Stato italiano (1861) registrò un aumento della popolazione legnanese di quasi duemila residenti, dai 4.536 del 1840 e ai 6.349 del 1861. In questo decennio a Legnano venne inaugurato il primo impianto di illuminazione pubblica (1865).
Il 16 giugno 1862, da un balcone di un edificio non più esistente che era ubicato lungo il moderno corso Garibaldi nel luogo dove si trova la sede centrale della Banca di Legnano, Giuseppe Garibaldi invitò i legnanesi alla costruzione di un monumento in ricordo della battaglia di Legnano, combattuta il 29 maggio 1176, con queste parole:
(Giuseppe Garibaldi)

Largo Tosi (all'epoca "via Tosi") angolo con via Crispi nel 1919. Sulla sinistra, prima dell'incrocio con via Crispi, la sede storica della Banca di Legnano, poi demolita e sostituita da un edificio moderno, mentre sulla destra si intravede il muro degli argini dell'Olonella, diramazione naturale dell'Olona successivamente interrata

Garibaldi giunse a Legnano in compagnia del figlio Menotti, di Giuseppe Missori e di Benedetto e Enrico Cairoli, questi ultimi figli di donna Adelaide Cairoli, grande amica della patriota legnanese Ester Cuttica. Una lapide posizionata sul retro della sede della Banca di Legnano in corso Garibaldi ricorda questo avvenimento. I legnanesi seguirono poi l'esortazione di Garibaldi, e innalzarono un primo monumento nel 1876 in occasione del settecentesimo anniversario della battaglia; questa statua, che venne realizzata da Egidio Pozzi, fu poi sostituita nell'anno 1900 da quella attuale, che è invece opera di Enrico Butti.
Legnano fu anche visitata, questa volta segretamente, da Giuseppe Mazzini, che si recò dai mazziniani legnanesi: il patriota genovese non fece una visita pubblica perché, essendo di fede politica repubblicana, era osteggiato da Casa Savoia.
Questo non fu l'unico tributo di Legnano a Giuseppe Garibaldi. Quando quest'ultimo fu ferito durante la giornata dell'Aspromonte (29 agosto 1862) i legnanesi, profondamente colpiti dall'evento, decisero di dedicare una via all'eroe dei due mondi. L'ufficialità si ebbe dopo una deliberazione del consiglio comunale di Legnano, che decretò il cambiamento del nome delle strade contrada maggiore e contrada san Domenico in corsia Garibaldi. Tale intitolazione permane tuttora: la corsia Garibaldi corrisponde al moderno "corso Garibaldi".
Garibaldi diventò anche presidente onorario, nel gennaio del 1879, della "Società di tiro a segno" legnanese, da poco fondata da Renato Cuttica, già garibaldino nell'invasione del Trentino del 1866 e nella battaglia di Mentana (3 novembre 1867), diventato nel frattempo politico locale oltre che responsabile del settore tecnico del comune di Legnano. Sull'atto d'accettazione, da parte di Garibaldi, della carica di presidente dell'associazione menzionata, l'eroe dei due mondi scrisse:
(Giuseppe Garibaldi ai legnanesi, maggio 1879)

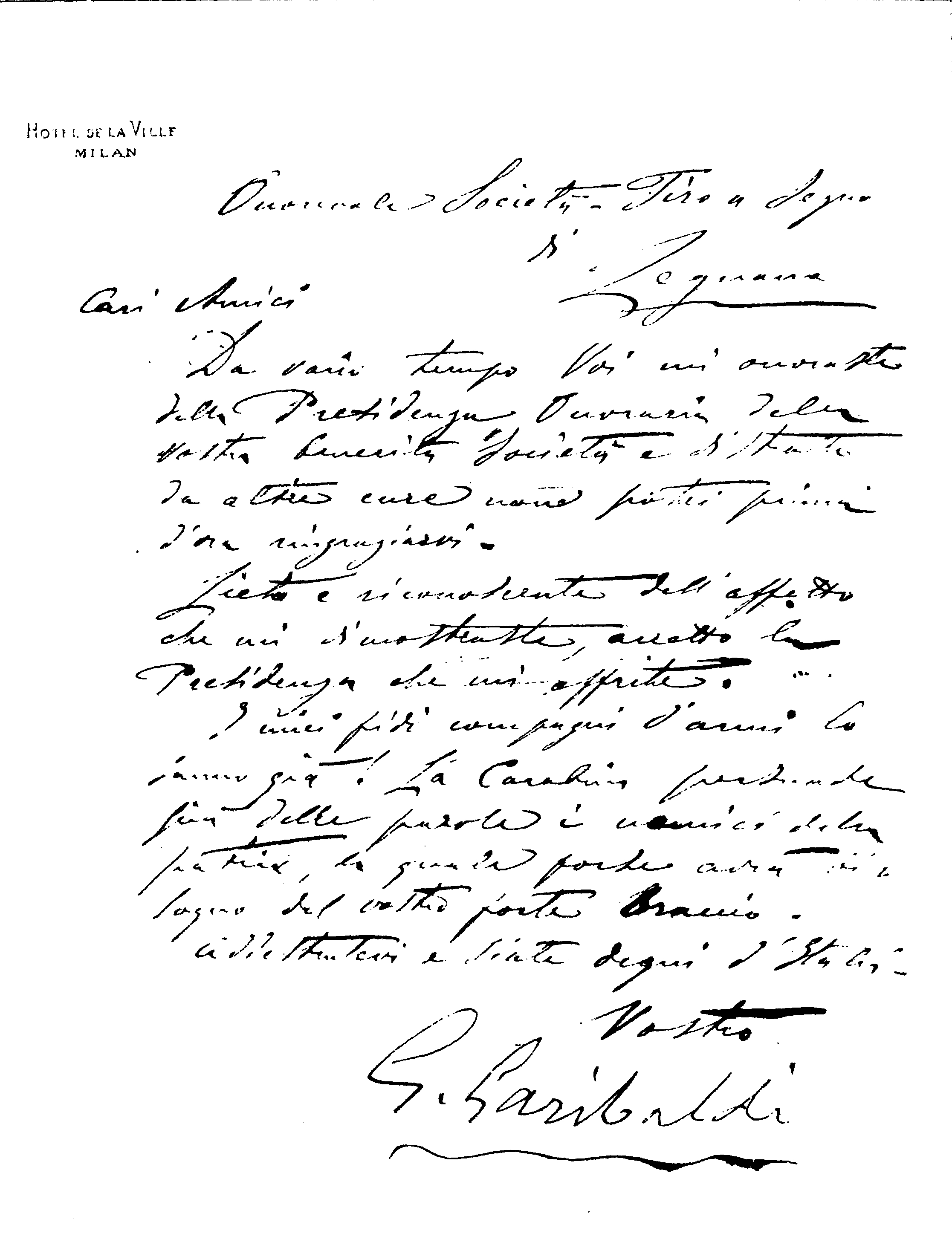
Lettera autografa di Giuseppe Garibaldi del maggio 1879 con cui l'eroe dei due mondi accettava la carica di presidente onorario della Società di Tiro a Segno di Legnano

In questo contesto, nel 1878, per realizzare un'infrastruttura viaria che collegasse la stazione ferroviaria con corso Sempione, venne inaugurato il moderno corso Italia, all'epoca intitolato a re Vittorio Emanuele II di Savoia.

## La seconda parte del secolo e l'industrializzazione

### La fase protoindustriale

#### Le premesse
La prima fase dell'industrializzazione di Legnano, avente carattere pre-capitalistico e per tale motivo definita "protoindustrializzazione", è avvenuta in un periodo compreso tra il 1820 e il 1880. Ciò che ebbe un peso determinante nella genesi di questo processo furono la tradizione di artigianato e di manifattura domestica che erano presenti nel tessuto produttivo legnanese già da diversi secoli; come già accennato, tali attività erano praticate per integrare il lavoro nei campi.

Il convento degli Umiliati di Legnano

Il primo opificio di Legnano di cui si abbia traccia documentata è una manifattura finalizzata alla produzione di lana risalente al XII secolo all'interno di uno conventi degli Umiliati presenti in città, ovvero il monastero femminile di Santa Caterina, che sorgeva tra il fiume Olona e la moderna via Diaz, oppure il convento maschile degli Umiliati, che si trovava sull'area ora occupata dalla Galleria INA (le fonti non sono chiare a tal proposito).
La fase protoindustriale di Legnano ebbe la sua genesi tra le conseguenze dell'eliminazione del Blocco continentale, ovvero dal venire meno del divieto decretato da Napoleone Bonaparte il 21 novembre 1806 di consentire l'attracco in qualunque porto delle nazioni soggette al dominio francese alle navi battenti bandiera britannica. Con la caduta dell'impero napoleonico, che avvenne nel secondo decennio del XIX secolo, e la conseguente ripresa dei commerci con le isole britanniche, luogo dove avvenne la prima rivoluzione industriale della storia, molte zone, tra cui l'Alto Milanese, iniziarono a essere oggetto di investimenti stranieri, che portarono all'apertura di numerose attività; cominciò anche un processo di trasformazione delle attività artigianali originarie del luogo in protoindustrie. In seguito queste prime attività protoindistriali aumentarono gradualmente le proprie dimensioni, aprendo altri stabilimenti e assumendo nuova manodopera.
Altri motivi che portarono la nascita dell'industria a Legnano furono le vie di comunicazione. Già da qualche decennio era stato costruito, come già accennato, la via del Sempione, che iniziò a essere percorsa dal servizio postale e da una linea di diligenze a cavalli che mise Legnano in collegamento con il nord Europa.

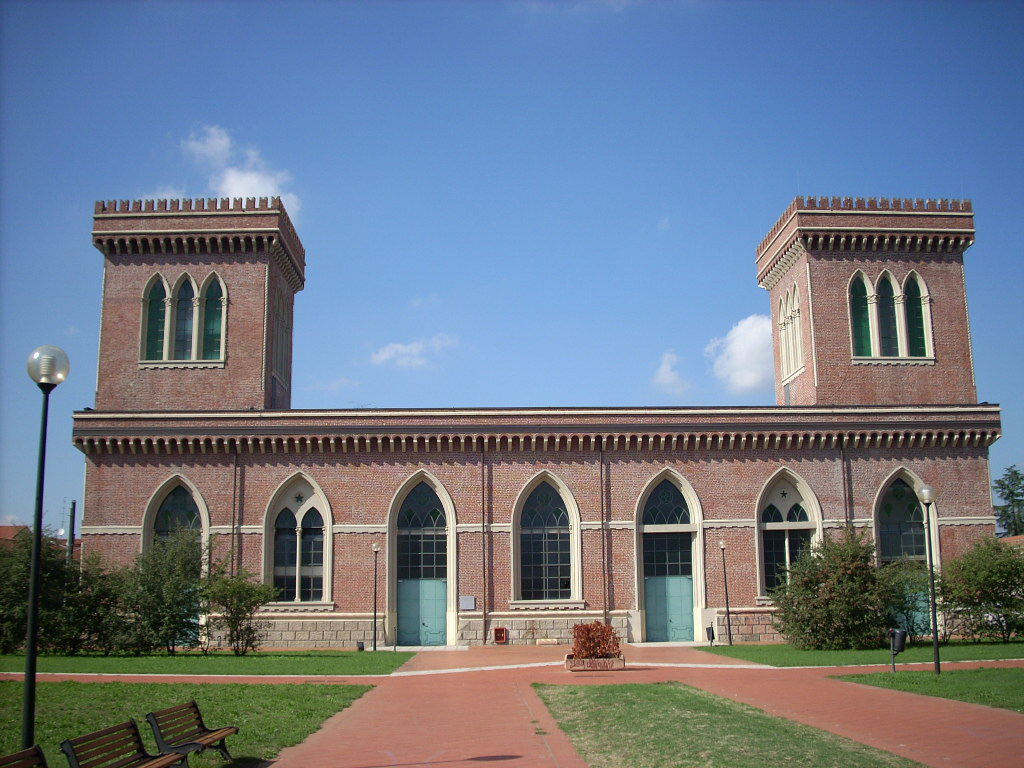
Il museo del tessile e della tradizione industriale di Busto Arsizio

Per quanto riguarda invece le altre aree dell'Alto Milanese, la nascita delle industrie fu precedente rispetto alla protoindustrializzazione di Legnano: a Busto Arsizio, Gallarate, Lonate Pozzolo, Samarate, Nerviano e Olgiate Olona le prime attività industriali nacquero nella seconda metà del XVIII secolo. Verso la fine del XVIII secolo Legnano conobbe un fenomeno opposto: la graduale scomparsa dei mercati della seta. I numero dei setifici a Legnano fu oggetto di un forte calo nel secolo successivo: questo ridimensionamento venne causato anche dalla grande diffusione dei cotonifici.
Il primo tipo di protoindustrie a nascere nell'Alto Milanese fu quello del settore tessile: all'inizio della loro attività cominciarono a produrre tessuti che erano imitazione di analoghi prodotti realizzati in Francia e Inghilterra, nonché a realizzare industrialmente le stoffe che erano storicamente realizzate dalle attività artigianali della zona, vale a dire fustagni e la bombasina, che è un tipo di tessuto grezzo inventato a Busto Arsizio nel Medioevo adibito alla fabbricazione di lenzuola, asciugamani e grembiuli per la cucina. Per migliorare la produzione e la tecnologia utilizzata, nonché per abbassare i costi industriali, le primigenie industrie dell'Alto Milanese iniziarono ad assumere tecnici tedeschi e svizzeri.
Nel 1807, su un documento inviato dal comune al governo napoleonico era segnalato che a Legnano esistessero molte filature artigianali, sia di seta che di cotone. L'Alto Milanese, infatti, rispetto ad altre aree d'Italia che sarebbero poi diventate degli importanti distretti industriali, fu tra le prime zone della penisola italiana a conoscere la fase protoindustriale. In altri termini, nel triangolo industriale formato da Legnano, Busto Arsizio e Gallarate, i semi dell'industrializzazione iniziarono a germinare poco prima della caduta di Napoleone, fermo restando che queste attività fossero ancora di tipo artigianale, seppur appartenenti a uno stadio evolutivo avanzato.
L'attività principale su cui si basava l'economia di Legnano e dell'Alto Milanese, perlomeno per i primi decenni del XIX secolo, era ancora l'agricoltura, che era praticata con una tecnologia e con strumenti ancora arretrati. L'inversione di tendenza si ebbe a metà del XIX secolo: dalla preminenza dell'agricoltura si passò, per quanto riguarda l'attività economica dominante, all'industria.

#### Le prime attività protoindustriali

La filatura Martin a Legnano nel 1881. Fondata nel 1821, fu la prima filatura aperta Legnano

Lo stabilimento legnanese del Cotonificio Cantoni: l'azienda venne fondata nel 1828 a Legnano. Al centro si possono vedere le opere di canalizzazione del fiume Olona

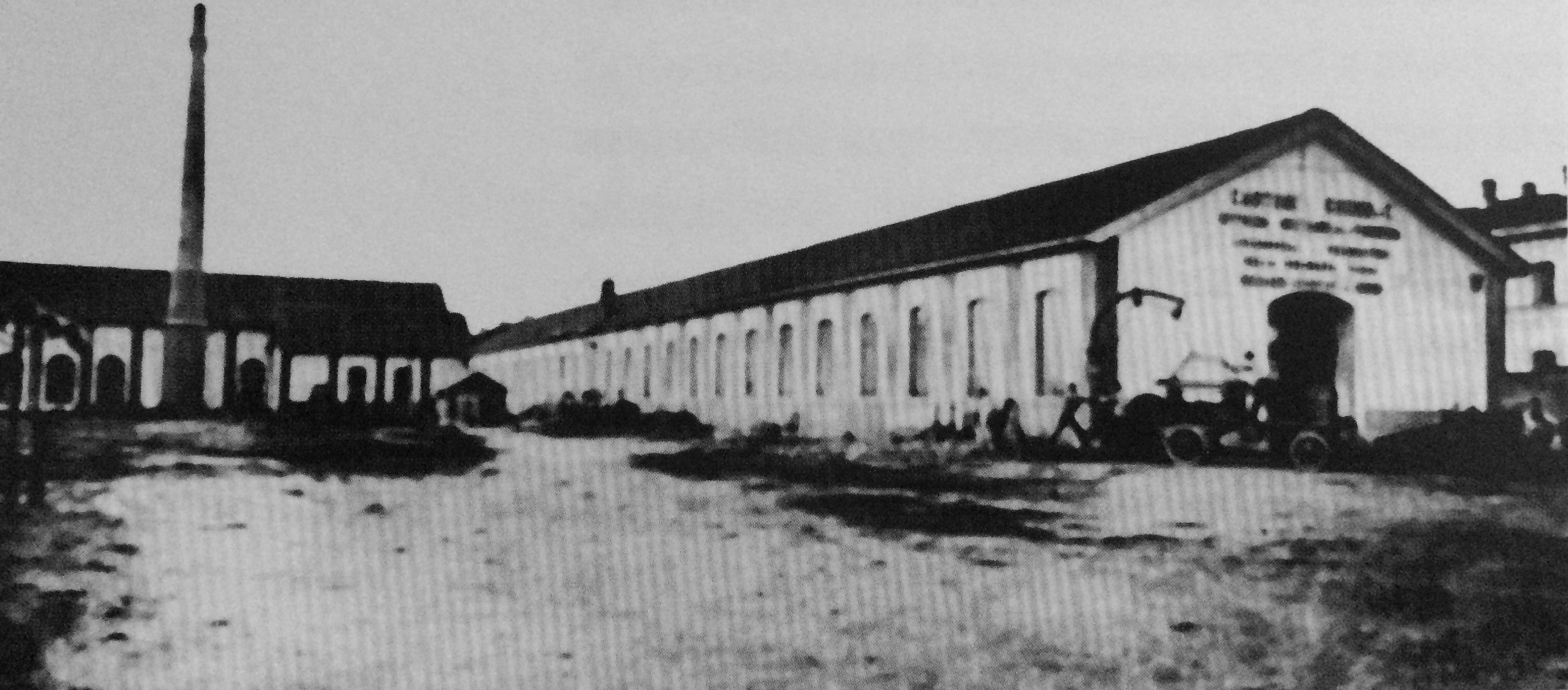
Gli stabilimenti della Cantoni-Krumm nel 1880. Venne fondata da Luigi Krumm, figlio di Eraldo Krumm, già proprietario a Legnano di una filatura protoindustriale

Le prime attività proto-industriali di Legnano nel senso moderno del termine furono due filature di cotone che vennero fondate nel 1821 dallo svizzero Carlo Martin e nel 1823 dai suoi compatrioti Enrico e Giovanni Schoc e Francesco Dapples nei pressi del mulino Cornaggia, che si trova poco più a valle del castello Visconteo di Legnano. La filatura fondata nel 1823 era denominata "Filatura di cotone a macchine idrauliche" e aveva impiegati sette lavoratori. La fondazione di attività industriali da parte di cittadini svizzeri non fu casuale: tra il 1817 e il 1818 l'Impero austriaco, di cui Legnano faceva parte, mise dei dazi doganali molto elevati all'importazione di filati e di tessuti di cotone, e quindi alcuni imprenditori elvetici decisero di impiantare degli stabilimenti tessili proprio sui territori sotto il dominio austriaco.
Su un documento del 1824 sono invece menzionati i primi venti commercianti e imprenditori attivi a Legnano: due mercanti generici, un commerciante tessile all'ingrosso, due venditori di tele, un commerciante di fieno, cinque conciatori di pelli, due filatori di seta, un commerciante di legna, un ferramenta, due commercianti di cotone, due pizzicagnoli e un commerciante di salsamenterie. Queste prime attività preannunciarono di qualche anno la nascita del Cotonificio Cantoni, fondato a Legnano da Camillo Borgomanero nel 1828. Nel 1835 venne invece fondata, sempre dallo svizzero Carlo Martin, una tintoria specializzata in tessuti rossi: i prodotti realizzati in questa tintoria venivano venduti nel Regno Lombardo-Veneto, in Tirolo e in Germania e furono presentati, nel 1835, a un'esposizione a Vienna.
Altre attività protoindustriali legnanesi furono una filatura presente a Legnanello almeno fin dal 1834, anno in cui fu trasformata in tintoria. Questa azienda, che venne fondata da Giuseppe Turati, smerciava i propri prodotti alle tessiture di Busto Arsizio. Altre protoindustrie legnanesi degne di nota furono due filature fondate da altrettanti imprenditori tedeschi. La prima, attiva dal 1845, venne fondata da Eraldo Krumm, mentre la seconda da Andrea Krumm nel 1838.
Tali primigenie attività imprenditoriali furono i prodromi nella nascita dell'industria. Legnano fu poi scelta come sede di stabilimenti tessili anche per la presenza di manodopera specializzata, ovvero di operai che avevano già esperienza in questo campo grazie alla già citata tradizione artigianale di manifattura domestica. La creazione di attività protoindustriali a Legnano venne anche facilitata dall'espansione delle tessiture a Milano, che avvenne a partire dal 1840: da questa data le merci tessili iniziarono a percorrere le vie che mettevano in comunicazione il capoluogo meneghino con gli altri mercati, e la via di comunicazione rappresentata dalla strada del Sempione e dal fiume Olona, dove si trova Legnano, non fu un'eccezione. Ciò facilitò e velocizzò la nascita di industrie nella Valle Olona, Legnano compresa.

#### La crisi dell'agricoltura

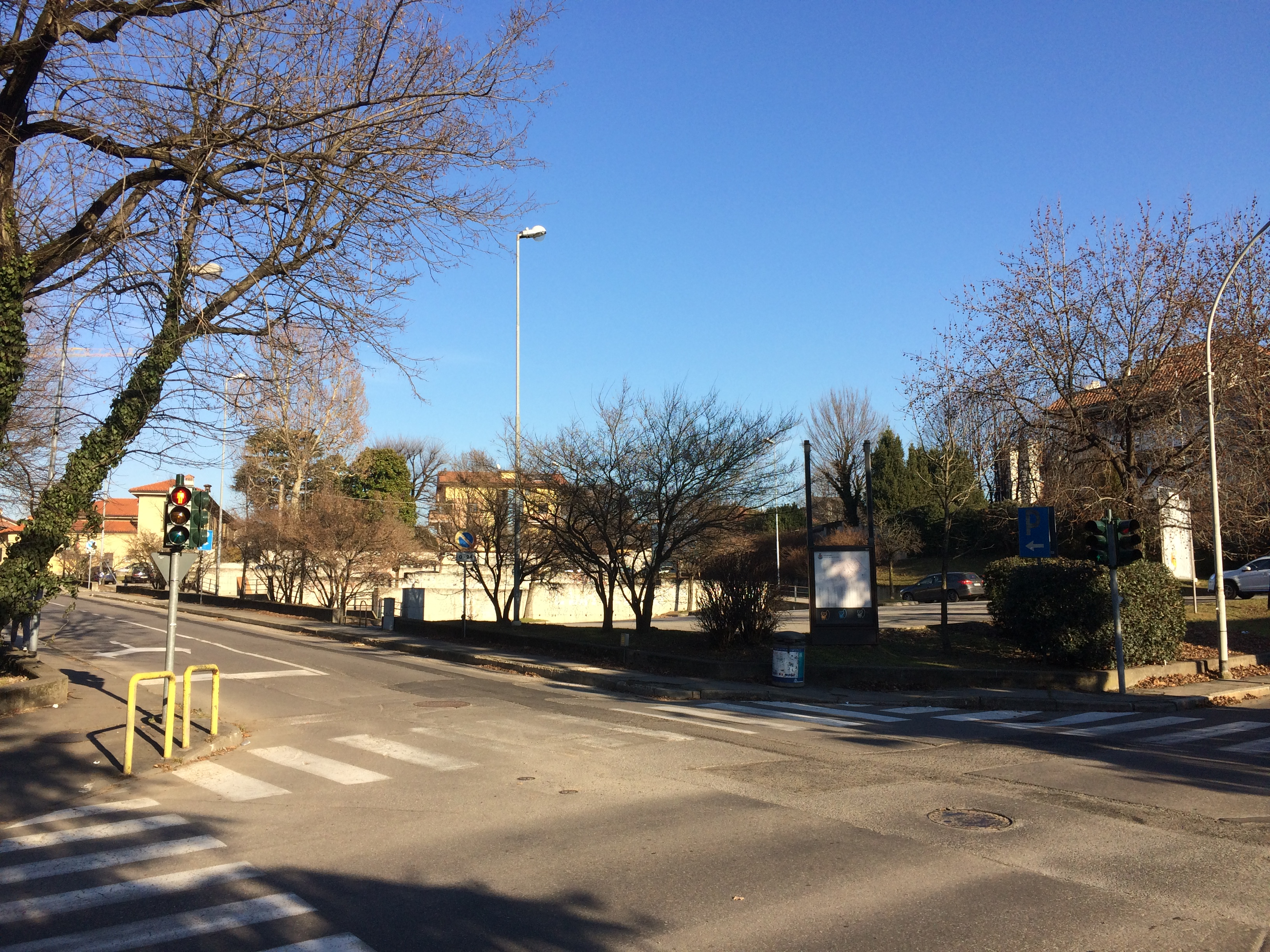
Il parcheggio situato tra via Colli di Sant'Erasmo, via Canazza e via Trivulzio a Legnano: qui si trovavano, fino al 1987, gli ultimi coltivati a vite dei colli di Sant'Erasmo

Il processo di industrializzazione che portò alla graduale trasformazione dell'economia dell'Alto Milanese fu accelerato da due calamità naturali che misero in crisi l'agricoltura locale: la crittogamia, malattia che colpì la vite, e la nosematosi, epidemia che danneggiò i bozzoli dei bachi da seta. Per la prima infezione citata, comparsa tra il 1851 e il 1852, il risultato in Lombardia fu la rapida caduta della quantità di vino prodotta: gli ettolitri di vino prodotti passarono da 1.520.000 nel 1838 a 550.000 nel 1852. Il colpo definitivo alla produzione vinicola in alcune zone della regione venne da altre due malattie della vite che, tra il 1879 e il 1890, colpirono la pianta: la peronospora e la fillossera. A queste si aggiunse, sempre nel XIX secolo, l'oidio, che diede il colpo di grazia alla coltivazione vinicola dell'Alto Milanese. Un medico condotto di Gallarate nel XIX secolo, Ercole Ferrario, a tal proposito, dichiarò:
(Ercole Ferrario)

Etichetta risalente all'inizio del Novecento del vino dei colli di Sant'Erasmo

Ercole Ferrario testimoniò quindi il fatto che l'Alto Milanese non fosse una rinomata zona vinicola, fermo restando che ci fossero delle eccezioni. In particolare, sulle zone dell'Alto Milanese e della Brianza, altra storica area dove la viticoltura venne abbandonata, e nelle loro zone limitrofe, l'agronomo asburgico Ludwig Mitterpacher, in un suo trattato di agricoltura del 1794, dichiarò:
(Ludwig Mitterpacher)
In seguito a queste epidemie, le coltivazioni vinicole nell'Altomilanese scomparvero definitivamente e i contadini concentrarono i propri sforzi nella produzione di cereali e nell'allevamento di bachi da seta. Prima della scomparsa della vite a Legnano era celebre il vino dei Colli di Sant'Erasmo (o "Ronchi di Sant'Erasmo"), che si produceva nell'omonimo rione; gli ultimi campi dei Colli di Sant'Erasmo coltivati a vite furono eliminati nel 1987 per consentire la costruzione, tra via Colli di Sant'Erasmo, via Canazza e via Trivulzio, di un parcheggio a servizio dell'ospedale civico. Nel XIX secolo la produzione di vino era così elevata, che i contadini legnanesi esportavano la loro bevanda per 300 brente all'anno.
Oltre alla classica coltivazione dei cereali, l'altra attività agricola molto comune a Legnano era, come già accennato, la coltivazione dei gelsi, che erano alla base della produzione della seta. Questa attività coniugava l'agricoltura in senso stretto (la coltivazione delle piante di gelso), l'allevamento (la custodia e la crescita dei bachi) e la manifattura (la realizzazione della seta grazie alla dipanatura dei bozzoli): questa integrazione fra tre settori differenti dell'economia fu storicamente importante per l'economia della Legnano dell'epoca. Fin dai tempi più antichi questa integrazione fra più attività per la produzione della seta aveva portato benefici, anche economici, non solo agli agricoltori legnanesi, ma a una parte consistente dei contadini della Pianura Padana.

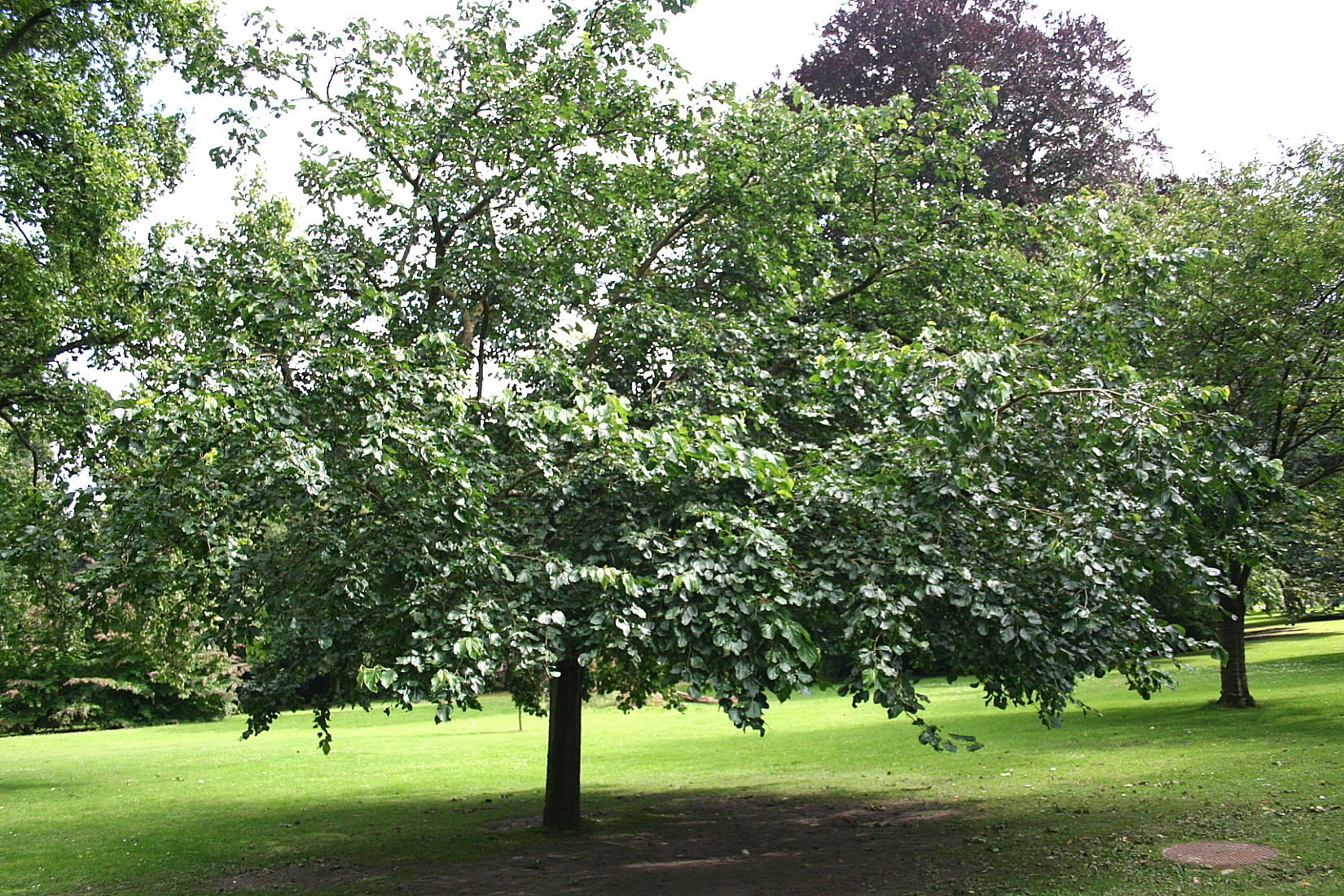
Esemplare di gelso bianco (Morus alba)

In particolare la coltivazione dei gelsi era perlopiù concentrata lungo le rogge, i fossi e nei cortili. Le piante che venivano collocate ai margini dei campi coltivati a cereali toglievano solo in parte luce e nutrimento alle altre coltivazioni e quindi depauperavano limitatamente le altre produzioni agricole. A tal proposito Ercole Ferrario scrisse:
(Ercole Ferrario)

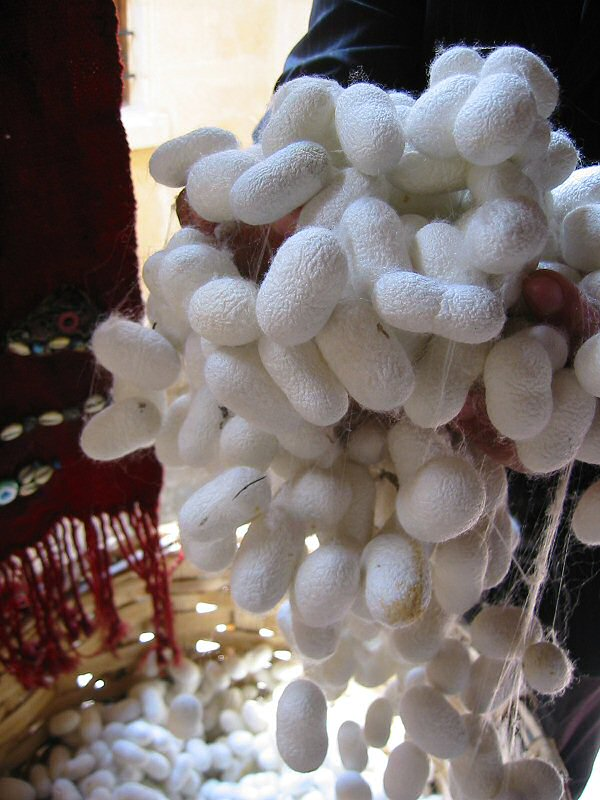
Bozzoli di baco da seta

Se per la coltivazione delle piante di gelso c'era una lieve incompatibilità con l'agricoltura basata sui cereali, per le successive operazioni la combinazione non aveva controindicazioni: l'allevamento dei bachi e la dipanatura dei bozzoli erano praticate nelle abitazioni dei contadini in modo indipendente e in un periodo dell'anno favorevole, ovvero quando il lavoro nei campi era, per motivi stagionali, ridotto al minimo. La convenienza era proprio questa: la produzione della seta forniva guadagni aggiuntivi in un periodo che era, da un punto di vista strettamente agricolo, improduttivo.
Poco dopo la diffusione della malattia della vite comparve un'infezione del baco da seta, la nosematosi, morbo chiamato anche pebrina: questa pandemia non arrestò definitivamente la produzione del baco da seta, visto che venne importato dall'Estremo Oriente un baco resistente alla malattia. Il problema fu poi risolto nel giro di trent'anni: la malattia comparve negli anni cinquanta del XIX secolo, e già tre decenni dopo la produzione di seta, nell'Alto Milanese, tornò a crescere con un discreto tenore.
Oltre a questo problema, nella seconda parte del XIX secolo, l'Europa fu investita da una crisi agricola che coinvolse le coltivazioni a cereali: ciò era dovuto alla diffusione, sui mercati, di granaglie americane a prezzi competitivi. Infatti, vaste zone del Middle West statunitense erano state destinate alle coltivazioni, mentre grazie all'avanzamento tecnologico avvenne un deciso calo dei costi di trasporto via mare dalle Americhe. L'effetto fu una profonda crisi che colpì le coltivazioni di cereali in Europa; questa congiuntura toccò il suo apice negli anni ottanta del XIX secolo e caratterizzò l'agricoltura del Vecchio Continente fino all'inizio del XX secolo.

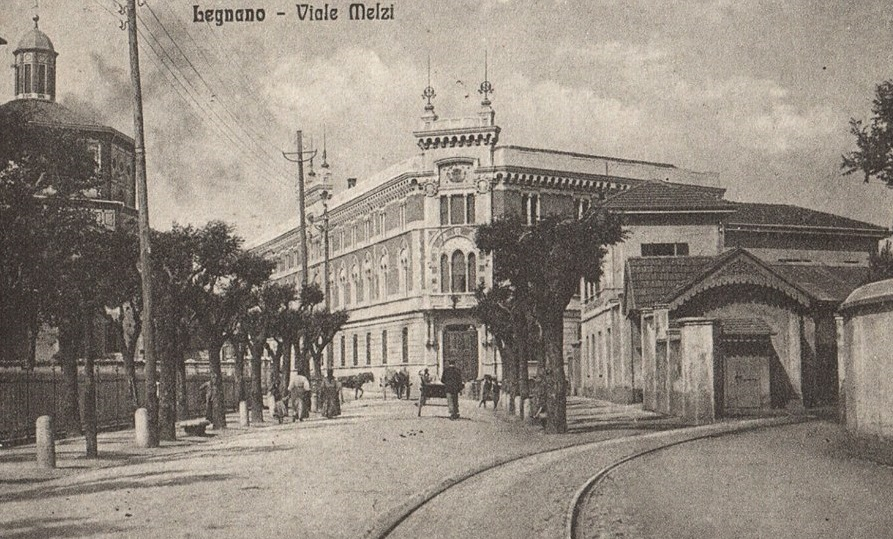
Stazione della tranvia Milano-Gallarate a Legnano lungo l'allora via Melzi (ora via Matteotti) in una foto del 1919

Tale avvenimento diede un'ulteriore spinta verso l'industrializzazione dell'Alto Milanese, dato che mise in crisi anche il comparto più importante dell'agricoltura della zona dopo la scomparsa dei vigneti e la crisi dell'allevamento dei bachi: la coltivazione dei cereali. Questa crisi agricola è testimoniata da diversi documenti conservati presso l'archivio comunale di Legnano. Uno di essi riporta che:
(Comunicazione del 1880 del sindaco di Legnano alla sottoprefettura)
Questo stralcio di documento fa parte di una comunicazione effettuata nel 1880 dal sindaco di Legnano, che era indirizzata alla sottoprefettura. Degli stessi anni è un'altra missiva del sindaco di Legnano, che rispose al primo cittadino di Nerviano, il quale aveva proposto la realizzazione di una linea tranviaria lungo corso Sempione. Tale lettera testimonia la diffusa presenza, a Legnano, di industrie:
(Lettera del sindaco di Legnano indirizzata al primo cittadino di Nerviano)

### L'industrializzazione
| Settore                 | N° stabilimenti | N° operai |
| ----------------------- | --------------- | --------- |
| Filature di cotone      | 6               | 756       |
| Tessiture di cotone     | 2               | 177       |
| Filande di seta         | 5               | 758       |
| Concerie di pelli       | 3               | 14        |
| Fabbricazione di organi | 1               | 9         |
| Fornaci                 | 3               | 43        |
| Tintorie                | 3               | 91        |
| Saponi e candele        | 1               | 6         |
| Totale                  | 24              | 1.854     |

Gli stabilimenti Wolsit a Legnano in un'immagine del 1930. In seguito questo sito produttivo divenne lo stabilimento storico dell'azienda ciclistica Legnano. Si trovava in via XX Settembre nei pressi della ferrovia

La prima fase dell'industrializzazione di Legnano, avvenuta tra il 1820 e il 1845 e caratterizzata da un sistema produttivo pre-capitalistico, fu poi seguita da una modernizzazione dei processi di produzione, che portò all'industrializzazione vera e propria della città nel senso moderno del termine. Negli anni cinquanta e sessanta del XIX secolo si ebbe infatti la transizione tra un sistema produttivo protoindustriale a uno industriale.
Con l'Unità d'Italia, il governo decise di applicare a tutto il territorio nazionale una strategia politica volta a un liberismo spinto: ciò portò a una grave crisi dell'industria, e Legnano non fu un'eccezione, dato che l'economia dell'Alto Milanese, che si basava principalmente sulle attività tessili, si trovò di fronte alla forte concorrenza delle industrie inglesi e francesi.
Ciò portò alla stagnazione dell'economia locale. Ad esempio nella vicina Busto Arsizio, nel 1862, un terzo dei telai era inoperosa, e a Legnano la situazione non era migliore, dato che mancavano anche le materie prime. Alla politica liberista si era infatti aggiunto un altro grave problema: la guerra di secessione americana (1861-1865) aveva causato il blocco dell'importazione del cotone. Quest'ultimo era infatti la base dell'economia degli Stati Confederati d'America. In questo periodo, a Legnano, si temettero anche disordini della popolazione, che però non avvennero.
Dagli anni settanta del XIX secolo ci fu la reazione del sistema produttivo legnanese: a partire dal 1868, anno di fondazione del Cotonificio Bernocchi, si conobbe una fase di crescita economica che portò all'apertura di molte aziende e in seguito alla trasformazione del Legnanese in un distretto industriale nel senso moderno del termine, con stabilimenti sempre più specializzati. Caso emblematico fu il Cotonificio Cantoni, che negli anni ottanta e novanta del XIX secolo raggiunse delle dimensioni ragguardevoli, tanto da potersi permettere di avere la filiera produttiva tessile completa: la filatura, la tintoria e la tessitura.
| Settore                | N° stabilimenti | N° operai |
| ---------------------- | --------------- | --------- |
| Lavorazione della seta | 3               | 799       |
| Lavorazione del cotone | 10              | 1.076     |
| Altro                  | 1               | 48        |
| Totale                 | 14              | 1.923     |

Largo Seprio (all'epoca corso Vittorio Emanuele) a Legnano in un'immagine precedente al 1915. Sulla sinistra, davanti all'edicola, la Casa di Gian Rodolfo Vismara, che è stata abbattuta tra il 1934 e il 1936. Si riconoscono i binari della tranvia Milano-Gallarate, che sono stati eliminati con la chiusura della tranvia, che avvenne nel 1966

Ciò diede inizio, dopo la metà del secolo, alla seconda fase della rivoluzione industriale di Legnano, che portò alla nascita di vere e proprie fabbriche tessili e meccaniche nel senso moderno del termine. Le prime attività capitalistiche che gradualmente si formarono furono le filature, che trassero origine dalle attività protoindustriali nate nei primi decenni del XIX secolo; alcune di esse crebbero notevolmente fino a essere annoverati tra i principali cotonifici lombardi. Nel 1878 la prima tariffa doganale italiana portò a un certo protezionismo, specialmente nei confronti dei filati e dei tessuti di uso comune: questo mise l'industria cotoniera italiana nelle condizioni di sopportare meglio la concorrenza di quella inglese. Ciò portò a una grande espansione dell'industria tessile italiana, che ebbe il suo culmine dal 1890 al 1906.
Le macchine utilizzate nell'industria tessile, sempre più efficienti e quindi complesse, comportavano la necessità di disporre dell'attrezzatura per la manutenzione. Inoltre c'era necessità di riparazioni rapide. Di conseguenza, negli ultimi decenni del XIX secolo, nacquero le prime industrie meccaniche legnanesi, che costruivano e riparavano macchinari tessili; successivamente, nel campo meccanico, si aggiunse una produzione più ampia e indipendente da quella tessile.
| Comparto                | N° stabilimenti | N° operai |
| ----------------------- | --------------- | --------- |
| Filatura                | 3               | 370       |
| Tessitura               | 8               | 1.460     |
| Tintoria, candeggiatura | 5               | 682       |
| Totale                  | 16              | 2.512     |

Nel 1897 erano situate a Legnano quarantaquattro aziende. Oltre a queste società, che erano legate al settore tessile e a quello meccanico, erano presenti anche attività secondarie, perlopiù artigianali, che erano da corollario alle aziende maggiori oppure che commerciavano prodotti a uso e consumo della popolazione. Nell'anno citato a Legnano erano presenti produttori di concimi chimici e di stufe di ghisa, saponifici, fornaci, fonderie, concerie di pelle oltre che diverse attività artigianali come quelle di idraulico, fabbro, falegname, capomastro, scalpellino, cappellaio e verniciatore. Erano anche attive alcune società del gas: quest'ultimo, in particolare, arrivò a Legnano nel 1880.

Largo Tosi a Legnano nel 1920, durante un giorno di mercato. Sull'estrema destra, in primo piano, la sede storica della Banca di Legnano, poi demolita e sostituita un edificio moderno

Di questo periodo è l'apertura delle prime filiali bancarie e la nascita degli istituti di credito legnanesi. Nel luglio 1875 fu inaugurata la succursale legnanese della Cassa di Risparmio delle Provincie Lombarde, mentre l'11 giugno 1887 venne fondata la Banca di Legnano, che apri il suo primo sportello il 16 gennaio 1888. Nel 1923 nacque invece il Credito Legnanese, che fu assorbito nel 1975 dal Banco Lariano.
Scopo di questi istituti di credito era quello di sostenere finanziariamente l'industria legnanese: non fu quindi un caso che tra i soci fondatori della Banca di Legnano ci fu Eugenio Cantoni. Dopo l'iniziale egemonia dei commercianti e degli esercenti, il controllo della Banca di Legnano passò interamente ad alcuni industriali legnanesi, tra cui Costanzo Cantoni, Antonio Bernocchi e Carlo Dell'Acqua. In seguito alla crisi bancaria italiana che avvenne tra il 1892 e il 1894 e che portò alla chiusura di molti istituti di credito, la Banca di Legnano poté crescere occupando lo spazio delle banche fallite, e in giro di qualche decennio diventò la banca di riferimento per l'Alto Milanese.

Corso Sempione angolo via Candiani nel 1950. Sulla destra, la tranvia Milano-Gallarate

A causa dell'incremento di popolazione di fine XIX secolo, l'amministrazione comunale di Legnano decise di costruire un nuovo cimitero, poiché quello inaugurato nel 1808 non poteva più essere ingrandito per via delle strade e delle abitazioni che nel frattempo le erano sorte intorno. Il cimitero monumentale di Legnano, che fu inaugurato il 24 luglio 1898, aveva una inizialmente superficie di 18.942 m², poi ampliata, nel 1907, a 50.000 m².
A cavallo dei due secoli ci fu anche un grande sviluppo commerciale. Per questa espansione furono molto importanti le infrastrutture per il trasporto di persone e di merci. Nel 1880 fu anche costruita la tranvia Milano-Gallarate, che collegava Legnano con il capoluogo lombardo attraverso corso Sempione e che venne soppressa nella seconda metà del XX secolo. Con l'attivazione della tranvia, il citato servizio di trasporto tramite diligenze a cavalli venne soppresso.
Nel 1898 fu demolito l'antico palazzo Leone da Perego: l'edificio è stato poi riedificato riutilizzando alcune decorazioni dell'omonima costruzione medievale. Deve il suo nome a Leone da Perego, arcivescovo di Milano dal 1241 al 1257, che morì a Legnano nel 1257. Insieme all'adiacente palazzo Visconti forma la cosiddetta "Corte Arcivescovile".

### Le maggiori industrie legnanesi

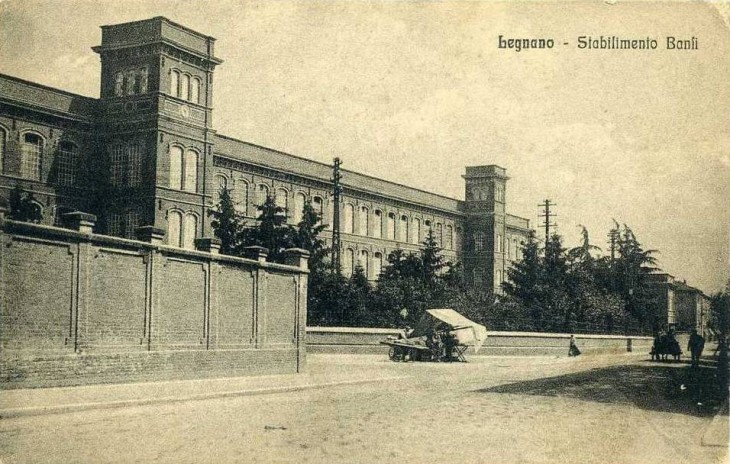
Lo stabilimento De Angeli-Frua di Legnano, che si trovava lungo il moderno corso Italia. Era popolarmente chiamato "il castellaccio"

Tra le industrie legnanesi, la principale, per organizzazione e tecnologia, era il Cotonificio Cantoni; questo primato è menzionato su un documento del 1876, che descrive la situazione industriale dell'epoca nel Legnanese. La Cantoni, nel 1855, fu l'unica azienda della Lombardia a partecipare all'Esposizione universale di Parigi, mentre nel 1872 mutò nome in "Società Anonima Cotonificio Cantoni": in questo modo fu il primo cotonificio italiano a diventare una società per azioni e quindi a venire quotato alla Borsa di Milano. Attivo fino al 2004, con il passare dei decenni conobbe una cospicua crescita fino a diventare la maggiore società cotoniera italiana.
Nel 1876 Eugenio Cantoni assunse l'ingegnere Franco Tosi, appena rientrato da un periodo di tirocinio in Germania, quale direttore della sua azienda. Franco Tosi fondò nel 1882 l'omonima industria meccanica; la prima macchina a vapore uscita dagli stabilimenti della neo costituita società fu destinata al Cotonificio Cantoni di Castellanza. Nel 1894 la Franco Tosi raggiunse i mille dipendenti. Nello stesso periodo l'azienda fondata da Tosi, per formare i dipendenti, sia presenti che futuri, istituì corsi serali per i propri lavoratori e scuole diurne per i loro figli.
Tra le più grandi aziende tessili operanti a Legnano tra il XIX e il XX secolo ci furono anche i cotonifici Bernocchi, Dell'Acqua e De Angeli-Frua. Il Cotonificio Bernocchi fu fondato come attività artigianale di candeggio nel 1868 a Legnano, in località Gabinella, da Rodolfo Bernocchi. I figli del fondatore, Antonio, Michele e Andrea, fecero crescere questa attività e – dopo un decennio dalla sua fondazione – il Cotononificio Bernocchi diventò una delle più grandi industrie tessili e tintoriche italiane. Nel 1898 la produzione del Cotonificio Bernocchi si spostò nei nuovi stabilimenti legnanesi di corso Garibaldi.

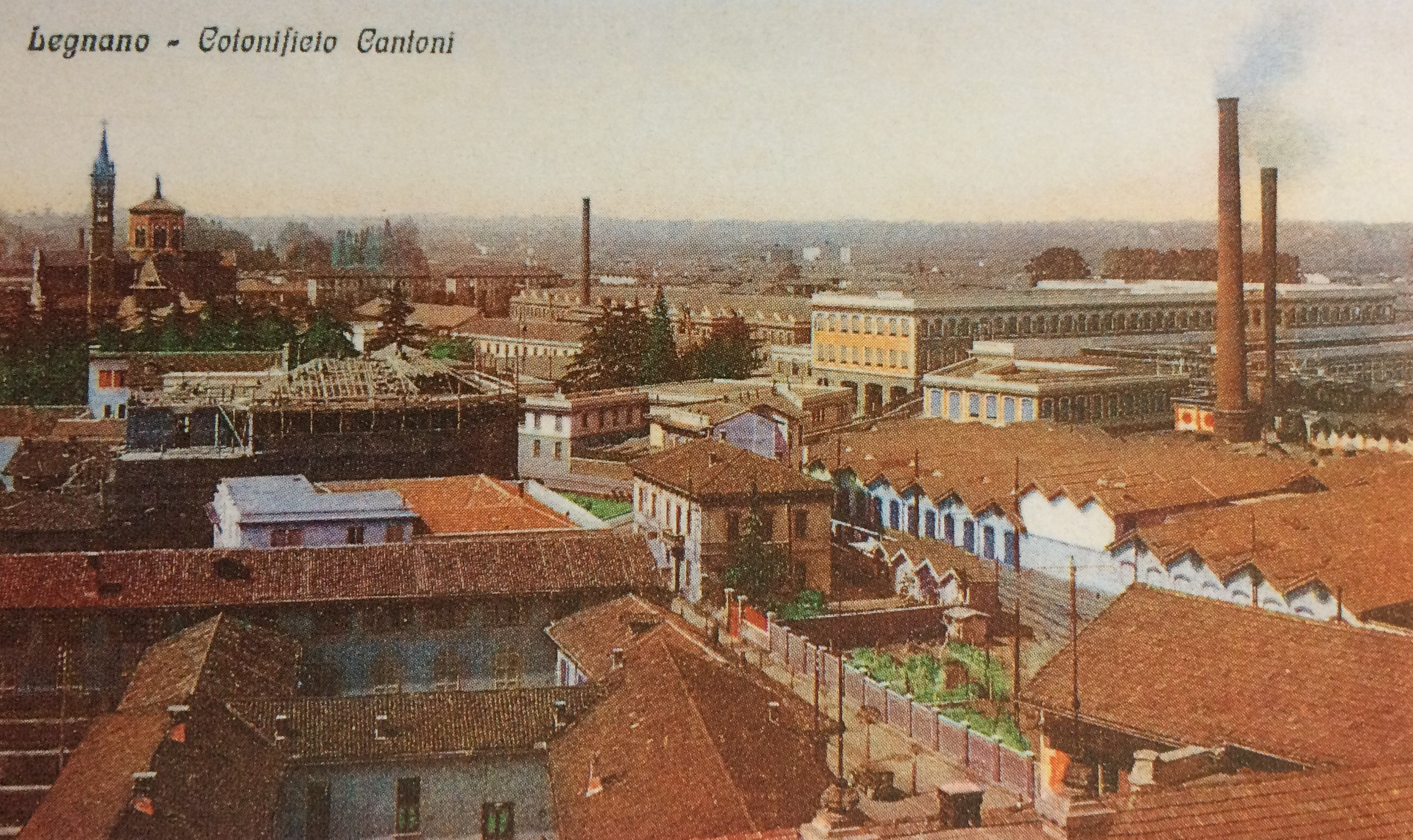
Veduta dello storico stabilimento legnanese del Cotonificio Cantoni nel 1920

Nel 1894 venne fondato a Legnano da Carlo Dell'Acqua l'omonimo cotonificio, che iniziò a produrre tessuti grezzi e colorati. In seguito, l'offerta si diversificò sempre di più, tanto da comprendere una vasta gamma di prodotti tessili. Lo stabilimento di Legnano era situato sull'area ora occupata dalla caserma della Polizia di Stato, dal tribunale, dai giardini pubblici di via Diaz e da un parcheggio pubblico, che si trova in via Gilardelli e che è a servizio del centro della città. Del vecchio stabilimento sono rimasti due ponti sull'Olona, di cui uno in stile Liberty, che collegavano le due parti del complesso industriale divise dal fiume.
La De Angeli-Frua nacque nel 1896 dall'unione delle fabbriche di Ernesto De Angeli e Giuseppe Frua. I tre stabilimenti che formarono la nuova società erano situati a Milano, Agliè (facenti parte dalla Società Ernesto De Angeli e C.) e a Legnano (Anonima Frua & Banfi). La fabbrica legnanese della De Angeli-Frua era popolarmente conosciuta come "il castellaccio" per la presenza di imponenti torri.
Nel legnanese nacquero poi molti altri piccoli stabilimenti tessili e meccanici. Uno degli aspetti dello sviluppo industriale del legnanese fu anche la nascita, specialmente nel campo della fonderia e della meccanica, di piccole industrie impiantate da ex dipendenti delle grandi aziende che erano divenuti a loro volta imprenditori.

### La crescita demografica

Case popolari per operai della Franco Tosi (1888)

Tra il 1885 e il 1915 ci fu la completa trasformazione industriale dell'antico borgo agricolo, che venne accompagnata da un forte incremento demografico. La popolazione di Legnano passò infatti dai 7.041 abitanti del 1885 ai 28.757 del 1915. Ciò portò Legnano al primo posto tra i comuni italiani nella classifica calcolata per tasso di crescita della popolazione.
La stragrande maggioranza dei nuovi cittadini legnanesi proveniva dai comuni limitrofi oppure da quelli situati e breve distanza: l'immigrazione coinvolgeva quindi l'ambito provinciale e marginalmente quello regionale. L'inversione di tendenza si ebbe proprio a cavallo dei due secoli: se nell'inverno tra il 1881 e il 1882 i legnanesi che lasciarono la propria città per emigrare nelle Americhe furono 149, nel 1906 i nuovi cittadini legnanesi furono 2.002.
La prima necessità urgente che si presentò alle autorità comunali fu la carenza di abitazioni: questo problema fu in parte risolto dalle industrie locali, che allestirono un piano di costruzione di case popolari destinate ai propri dipendenti. Con la crescita del numero di abitanti, venne deciso, tra gli altri provvedimenti, di realizzare (1906) l'acquedotto comunale.

### L'industria supera l'agricoltura nell'economia legnanese

Reparto della Franco Tosi

Lo sviluppo industriale portò a una nuova crisi agricola della zona: molti contadini iniziarono infatti a lavorare nelle fabbriche abbandonando l'agricoltura. L'industria era infatti molto più conveniente: se con l'agricoltura le rendite fornivano a malapena le risorse per pagare l'affitto dei terreni e per soddisfare le necessità alimentari delle famiglie dei mezzadri, con l'industria il guadagno, in termini monetari, era ragguardevole. Già con la trasformazione degli antichi mulini medievali in ruote idrauliche a servizio delle prime attività preindustriali si ebbero i primi guadagni consistenti per i proprietari di questi impianti molinatori: anche in questo caso, era più conveniente far funzionare i mulini per movimentare i macchinari delle aziende piuttosto che per i classici usi agricoli.
Gli ex-agricoltori si trovarono in grande disagio, sia psichico che fisico, nelle industrie: ora erano infatti soggetti a una disciplina prima sconosciuta ed erano obbligati a lavorare in ambienti chiusi e spesso malsani. L'indice di occupati nell'industria, rispetto ai lavoratori totali, passò dal 12% del 1857, al 28% del 1887 e al 42% del 1911: al termine del processo di trasformazione del borgo agricolo in città industriale moderna, Legnano iniziò a essere soprannominata la "piccola Manchester" d'Italia, titolo conteso in zona con la confinante e altrettanto industrializzata Busto Arsizio. Il ritmo e la portata di questa trasformazione ebbero pochi altri esempi paragonabili nel continente europeo.
A tale trasformazione si aggiunse, inevitabilmente, una crescita economica ragguardevole: l'unico comparto che non venne toccato da questo fenomeno fu quello della seta, il cui mercato internazionale era già saturo. A questo si affiancò un grande progresso tecnologico, che incrementò ulteriormente la crescita. Un esempio di questo avanzamento della tecnica fu l'evoluzione delle fonti energetiche: a cavallo tra il XIX e il XX secolo si passò dall'energia idraulica originata dal fiume Olona ai motori a vapore e, infine, all'energia elettrica. Tale mutamento fu fondamentale per la nascita di nuove industrie meccaniche, che si affiancarono alla Franco Tosi, già presente da due decenni.

### I primi scioperi e l'attività sindacale

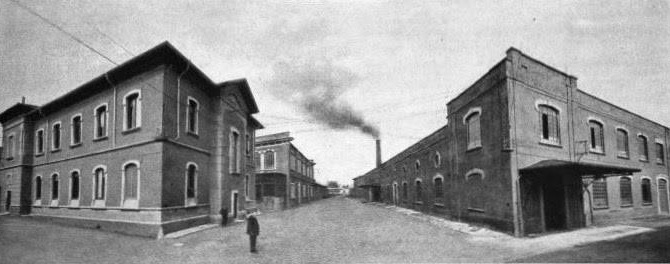
Panoramica dello stabilimento di Legnano del Cotonificio Bernocchi

Gli impiegati nelle aziende legnanesi della fine del XIX secolo avevano un orario di lavoro di 12 ore, con un'ora di pausa pranzo. Questo orario venne deciso da una vertenza che ebbe il suo epilogo nel 1880. L'amministrazione comunale e gli imprenditori tessili locali si incontrano presso il municipio, dove stabilirono che l'orario di lavoro giornaliero non sarebbe stato superiore a 12 ore e che la paga oraria sarebbe stata di 7,5 centesimi. Dopo aver risolto la vertenza, il sindaco di Legnano Flaminio Dell'Acqua dichiarò:
(Flaminio Dell'Acqua)

Lo stabilimento della Fabbrica Italiana Automobili Legnano

Durante l'industrializzazione di Legnano ci fu un largo impiego della manodopera infantile; nel 1886 venne promulgata una legge per la tutela dei minori, ma il cambiamento fu graduale, essendoci resistenze da parte degli industriali. Ancora nel 1897 i minori di 15 anni impiegati nelle aziende legnanesi corrispondevano al 21,6% del totale per le industrie tessili e all'8,75% per le aziende meccaniche. Nel XIX secolo questo fu un fenomeno comune in molti Paesi europei, in particolare in Inghilterra.
Altrettanto importante fu il problema della manodopera femminile: nel 1893 le donne impiegate nelle industrie legnanesi erano 1.542, a cui si aggiungevano 780 fanciulle. La manodopera femminile era impiegata esclusivamente nelle industrie tessili. Le pessime condizioni di lavoro causavano aborti, dispepsie ed edemi alle gambe. Altro problema era l'abbandono a casa dei neonati, dove erano sovente poco curati. All'epoca, infatti, non era ancora prevista, nel campo del diritto del lavoro, la maternità. La situazione iniziò a cambiare proprio in questi decenni: nel 1893 il sindaco di Legnan decretò l'inagibilità di uno stabile industriale dove le condizioni delle lavoratrici erano troppo precarie: alla chiusura temporanea della fabbrica seguì poi la denuncia dell'imprenditore alle autorità competenti.

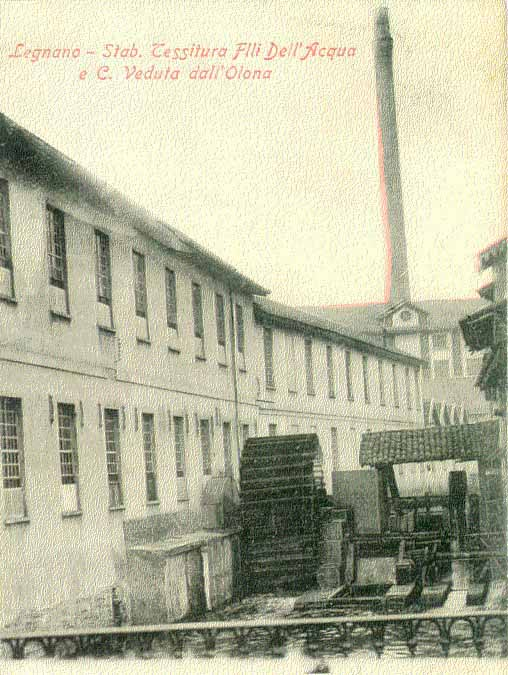
Il Cotonificio Dell'Acqua

In questo contesto, all'inizio degli ottanta del XIX secolo, furono organizzati nelle fabbriche legnanesi i primi scioperi, che non sempre sortirono effetti desiderati dalle maestranze, e nacquero le prime società di mutuo soccorso. Il primo sciopero in assoluto organizzato a Legnano ebbe luogo alla Franco Tosi nel 1883, protesta che si concluse poi a favore dei lavoratori, che ottennero un aumento del salario. Il primo sciopero generale organizzato in Lombardia avvenne proprio a Legnano nel maggio del 1884, e coinvolse i dipendenti del Cotonificio Cantoni, sia quelli che lavoravano nello stabilimento legnanese sia quelli che erano impiegati nella fabbrica di Castellanza, per questioni di retribuzione.
Durante la protesta scoppiarono dei disordini, che vennero repressi dal Regio Esercito. La vertenza fu poi risolta dall'amministrazione comunale, che si schierò dalla parte degli industriali, più che altro per evitare l'allargamento a macchia d'olio della protesta. Gli operai non ottennero quindi quanto desiderato. Il manifesto dell'amministrazione comunale che pose fine alla vertenza, che è datato 14 febbraio 1884, recita:
(Manifesto dell'amministrazione comunale rivolto agli operai del Cotonificio Cantoni, 14 febbraio 1884)
Altro sciopero degno di nota ebbe luogo nel 1895 alla De Angeli-Frua: in questo caso la protesta si risolse a favore dei lavoratori, che ottennero l'annullamento di alcune multe da loro considerate ingiustificate.

Il Cotonificio Cantoni di Legnano durante l'inondazione dell'Olona del 1917

Nel 1898 avvennero i moti di Milano, ovvero una sommossa popolare contro le dure condizioni di vita che fece parte dei più ampia dei cosiddetti moti popolari del 1898 e che terminò con una dura repressione da parte del Regio Esercito, nell'occasione comandato dal generale Fiorenzo Bava Beccaris. Le ripercussioni si ebbero anche a Legnano, con l'organizzazione di scioperi di protesta nelle fabbriche da cui conseguirono alcuni arresti che coinvolsero gli esponenti socialisti più in vista.

## Gli eventi che chiusero il secolo
Nel 1882 ci fu una disastrosa esondazione dell'Olona: per le coraggiose e filantropiche azioni dei suoi abitanti, come si può leggere nella motivazione dell'onorificenza, a Legnano fu conferita la medaglia d'oro al valor civile:
(Motivazione del conferimento della medaglia d'oro a valor civile al comune di Legnano)
Fino al 1898 la sola parrocchia presente a Legnano era quella di San Magno: in seguito, come conseguenza della costante crescita demografica, nacquero quelle del Santo Redentore (1898), San Domenico (1907), Santi Martiri (1911), Santa Teresa del Bambin Gesù (1964), San Paolo (1970) e San Pietro (1973). Sul fronte invece delle infrastrutture civili, nel 1879 venne inaugurato l'asilo infantile di corso Magenta, mentre tra il 1896 e il 1898 furono realizzati il macello e il mercato del bestiame.

### Esplicative
1. 1 2  Cfr. le due topografie di Legnano (datate 1925 e 1938) che sono presenti nel testo di D'Ilario a pag. 352 e a pag. 353.
2. ↑  Il pittore legnanese non fu però testimone del soggetto dipinto. Cfr. Ferrarini p. 101.
3. ↑  Sono infatti otto i soldati legnanesi iscritti nel registro conservato presso il museo del Risorgimento di Milano, dove sono elencati i militari che hanno combattuto le guerre risorgimentali.
4. ↑  Dove si produce ancora oggi l'omonimo vino.
5. ↑  Da cui deriva il nome dell'omonimo vitigno.

### Bibliografiche
1. 1 2 3 4 5 6 7 8  Ferrarini, p. 145.
2. 1 2 3  Ferrarini, p. 83.
3. ↑  D'Ilario, 1984, p. 198.
4. ↑  D'Ilario, 1984, p. 76.
5. 1 2 3 4 5 6 7 8 9 10 11 12  Ferrarini, p. 81.
6. 1 2 3 4 5 6  Ferrarini, p. 80.
7. 1 2 3  Ferrarini, p. 143.
8. 1 2  Palio, p. 46.
9. 1 2 3 4 5  Palio, p. 47.
10. ↑  Ferrarini, p. 69.
11. ↑  D'Ilario, 1984, p. 250.
12. ↑  D'Ilario, 1984, p. 248.
13. ↑  Bernareggi, p. 33.
14. 1 2 3 4 5 6 7 8  D'Ilario, 1984, p. 83.
15. ↑  D'Ilario, 1984, pp. 83-84.
16. ↑  Agnoletto, p. 99.
17. 1 2 3 4 5 6 7 8 9  Palio, p. 37.
18. 1 2  Agnoletto, p. 32.
19. 1 2   La contrada e il suo territorio, su contradalegnarello.it. URL consultato il 30 marzo 2016.
20. ↑   Istituto istruzione superiore "Gregorio Mendel" (PDF), su agrariomendel.it. URL consultato il 25 aprile 2017 (archiviato dall'url originale il 5 gennaio 2017).
21. ↑   Schiava, su vivaisommadossi.it. URL consultato il 25 aprile 2017.
22. ↑  Sutermeister, p. 47.
23. ↑  Macchione, pp. 11 e 18.
24. 1 2 3  D'Ilario, 1984, p. 84.
25. ↑  Macchione, p. 131.
26. 1 2 3 4 5 6  Palio, p. 51.
27. ↑  Palio, pp. 50-51.
28. ↑  Palio, p. 50.
29. 1 2  D'Ilario, 1984, p. 40.
30. ↑  D'Ilario, 1984, pp. 208-209.
31. 1 2 3 4 5 6 7  Ferrarini, p. 21.
32. 1 2 3 4 5 6 7 8  Ferrarini, p. 22.
33. 1 2  D'Ilario, 1984, p. 213.
34. 1 2  Ferrarini, p. 101.
35. ↑  D'Ilario, 1984, p. 216.
36. 1 2 3  Agnoletto, pp. 32-33.
37. ↑  Agnoletto, p. 33.
38. ↑  D'Ilario, p. 213.
39. 1 2 3  D'Ilario, 1984, p. 256.
40. 1 2 3  Ferrarini, p. 115.
41. 1 2 3  D'Ilario, 1984, p. 279.
42. 1 2  D'Ilario, 1984, p. 280.
43. 1 2 3 4 5 6 7 8 9  D'Ilario, 1984, p. 91.
44. 1 2 3 4 5 6  D'Ilario, 1984, p. 93.
45. 1 2 3 4 5 6  D'Ilario, 1984, p. 87.
46. 1 2 3 4 5 6 7 8 9 10  Ferrarini, p. 84.
47. ↑  Ferrarini, pp. 80-81.
48. 1 2  Ferrarini, p. 59.
49. ↑  D'Ilario, 1984, p. 41.
50. ↑  D'Ilario, 1984, p. 89.
51. 1 2 3  D'Ilario, 1984, p. 88.
52. 1 2 3 4 5 6 7  D'Ilario, 1984, p. 85.
53. ↑  D'Ilario, 1984, pp. 86-87.
54. ↑  D'Ilario, 1984, p. 92.
55. ↑  Ferrarini, pp. 81-82.
56. 1 2 3 4 5 6 7  D'Ilario, 1984, p. 90.
57. ↑  D'Ilario, 1984, pp. 295-296.
58. ↑  Ferrarini, pp. 84-85.
59. 1 2 3 4 5 6  Ferrarini, p. 85.
60. 1 2 3 4 5 6 7  Ferrarini, p. 17.
61. ↑  Ferrarini, p. 96.
62. ↑  D'Ilario, 2003, p. 53.
63. 1 2 3 4  D'Ilario, 2003, p. 248.
64. 1 2 3 4 5  D'Ilario, 1984, p. 94.
65. ↑  D'Ilario, 1984, p. 99.
66. 1 2 3 4 5 6 7 8 9 10 11 12  D'Ilario, 1984, p. 96.
67. ↑  D'Ilario, 1984, pp. 93-99.
68. ↑  D'Ilario, 1984, p. 152.
69. 1 2   Prospetto cronologico dei tratti di ferrovia aperti all'esercizio dal 1839 al 31 dicembre 1926, su trenidicarta.it. URL consultato il 1º maggio 2017.
70. 1 2  Ferrarini, p. 82.
71. 1 2 3 4 5 6  Ferrarini, p. 146.
72. 1 2 3 4 5 6  Palio, p. 53.
73. 1 2 3 4  Palio, p. 54.
74. ↑  Agnoletto, p. 66.
75. ↑  Palio, pp. 54-55.
76. 1 2 3  Palio, p. 55.
77. ↑   Funzionano i due ascensori del sottopasso ciclopedonale della stazione, su legnanonews.com. URL consultato il 7 agosto 2017.
78. 1 2 3 4 5  D'Ilario, 1984, p. 98.
79. 1 2   Breve storia dell'amministrazione comunale (1861–2011), su comune.cavacurta.lo.it. URL consultato il 12 luglio 2016 (archiviato dall'url originale l'11 settembre 2016).
80. ↑  Palio, p. 75.
81. 1 2 3 4 5 6 7  D'Ilario, 1984, p. 101.
82. ↑  D'Ilario, 1984, p. 301.
83. 1 2 3 4  Ferrarini, p. 144.
84. ↑  Palio, p. 34.
85. ↑  D'Ilario, 1984, p. 50.
86. ↑  Agnoletto, p. 35.
87. 1 2 3 4 5 6 7 8 9  Palio, p. 45.
88. ↑   La maschera della città di Busto Arsizio, su bustocco.com. URL consultato il 27 aprile 2017.
89. 1 2  Ferrarini, p. 195.
90. ↑  D'Ilario, 1984, pp. 84-85.
91. 1 2 3 4  Palio, p. 52.
92. ↑  Agnoletto, p. 70.
93. 1 2  Palio, pp. 47-48.
94. ↑   Contrada Sant'Erasmo, su collegiodeicapitani.it. URL consultato il 4 aprile 2014.
95. ↑  Vecchio, p. 249.
96. 1 2 3 4 5  Palio, p. 48.
97. ↑  Palio, pp. 48-49.
98. 1 2 3 4  Palio, p. 49.
99. 1 2 3 4 5  Agnoletto, p. 71.
100. 1 2 3 4 5 6 7  D'Ilario, 1984, p. 102.
101. 1 2 3 4 5 6 7 8  Palio, p. 56.
102. 1 2  Ferrarini, 2001, p. 11.
103. ↑  Palio, pp. 56-57.
104. ↑  D'Ilario, 1984, p. 311.
105. ↑  Palio, p. 62.
106. 1 2  Palio, p. 63.
107. ↑  D'Ilario, 1984, pp. 289-292.
108. ↑   Palazzo Leone da Perego, su spaziartelegnano.com. URL consultato il 9 ottobre 2014 (archiviato dall'url originale il 4 gennaio 2014).
109. ↑  D'Ilario, 1984, pag. 211.
110. ↑  D'Ilario, 1984, pag. 215.
111. 1 2  Vecchio, p. 103.
112. ↑   Tesi di Patrizia Miramonti sull'ex area Cantoni, su legnano.org. URL consultato il 30 aprile 2014 (archiviato dall'url originale il 17 maggio 2006).
113. ↑   Luigi Crespi, Crolla l'ultimo pezzo della gloriosa Cantoni, in La Prealpina, 11 settembre 2004,  p. 10.
114. ↑   Il Cotonificio Cantoni - Analisi delle attività (PDF), su archiviostoricomediobanca.mbres.it. URL consultato il 30 aprile 2017 (archiviato dall'url originale il 2 maggio 2014).
115. 1 2 3 4 5 6 7 8 9 10 11  Ferrarini, p. 147.
116. ↑  D'Ilario, 1984, pp. 102-103.
117. ↑   Quando suonava la sirena - Vita, lavoro e sindacato nelle fabbriche del Legnanese 1950-1985 (PDF), su spicgillombardia.it. URL consultato il 6 gennaio 2016.
118. ↑  Ferrarini, 2001, p. 169.
119. 1 2   DELL'ACQUA, Carlo, in Dizionario biografico degli italiani, Roma, Istituto dell'Enciclopedia Italiana. URL consultato il 21 settembre 2015.
120. 1 2   Due ponti e un albero conservano la "memoria" del Cotonificio Dell'Acqua, su legnanonews.com. URL consultato il 21 settembre 2015.
121. 1 2   Storia e cultura dell'industria - Il nord-ovest dal 1850 – Pag. 1, su corsi.storiaindustria.it. URL consultato il 29 aprile 2013.
122. 1 2 3 4  D'Ilario, 1984, p. 108.
123. ↑  D'Ilario, 1984, p. 113.
124. ↑  Vecchio, p. 72.
125. ↑  Ferrarini, pp. 146-147.
126. ↑  D'Ilario, 1984, p. 103.
127. 1 2 3  D'Ilario, 1984, p. 114.
128. 1 2 3  Ferrarini, p. 149.
129. 1 2  D'Ilario, 1984, p. 104.
130. ↑   Sito web Presidenza della Repubblica - Legnano Bandiera del Municipio - Medaglia d'oro al valor civile, su quirinale.it. URL consultato il 13 luglio 2011.
131. ↑  D'Ilario, 1984, p. 182.